# Evolució dels mamífers

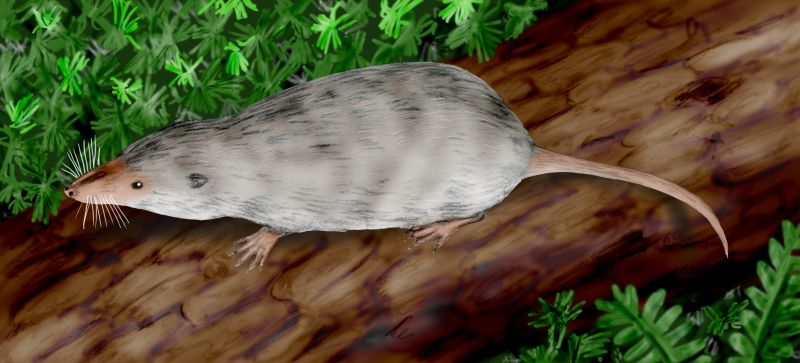
Adelobasileus cromptoni, el mamaliaforme més antic que s'ha trobat fins ara, és conegut a partir d'un crani fragmentari de la formació de Tecovas, a l'oest de Texas. La ubicació de la còclea dins el crani és un dels seus avenços més destacats.

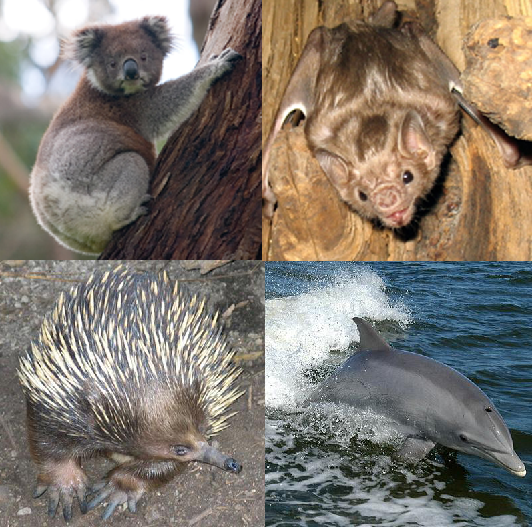
Els mamífers han colonitzat els medis terrestres, aquàtics i aeris.

L'evolució dels mamífers abasta el desenvolupament dels mamífers a partir dels sinàpsids primitius («rèptils mamiferoides»), un procés gradual que durà aproximadament 95 milions d'anys i que conduí a l'aparició dels primers mamaliaformes en el Triàsic superior, i la posterior evolució de l'amplíssima varietat de mamífers extints i vivents que han anat sorgint des del Mesozoic.
Els sinàpsids divergiren dels sauròpsids (rèptils i dinosaures) a finals del Carbonífer, tan sols 20 milions d'anys després de l'aparició dels amniotes, es diversificaren durant el Permià i produïren formes com el dimetrodont, Sphenacodon o l'edafosaure. Durant uns 40 milions d'anys, foren els animals terrestres dominants, però fa aproximadament 250 milions d'anys desaparegueren tots els pelicosaures excepte els teràpsids com a resultat de l'extinció permiana. Els listrosaures, un grup de teràpsids, es recuperaren de l'extinció i arribaren a exercir un domini tan aclaparador que no s'ha tornat a repetir mai més en la història de la Terra, fins al punt que representen un 95% dels fòssils en alguns jaciments del Triàsic inferior. Tanmateix, els canvis ambientals del Triàsic foren propicis als dinosaures i deixaren els mamífers i els seus precursors en segon pla durant 160 milions d'anys.
En general, els mamífers del Mesozoic eren petits i gairebé cap no passava de la mida d'un ratolí o una rata. Les dents indiquen que la majoria de les espècies s'alimentaven d'insectes i altres invertebrats, mentre que la forma del cervell i els òrgans sensorials apunten a un estil de vida fonamentalment nocturn. No es coneixen amb certesa els motius pels quals la mida, la fisiologia i l'estil de vida de la majoria dels mamífers es mantingueren relativament constants durant el Mesozoic; una de les teories és que la competència amb els dinosaures hauria exercit una pressió selectiva que hauria impedit l'evolució de mamífers de grans dimensions. Des de mitjans de la dècada del 2000 hi ha hagut nous descobriments que mostren un major grau d'especialització entre els mamífers i els seus parents més propers del Mesozoic. Per exemple, el mamaliaforme Castorocauda lutrasimilis era parcialment aquàtic, mentre que el volaticoteri tenia membranes per planar i Fruitafossor windscheffeli presentava adaptacions per menjar insectes semblants a les dels formiguers gegants.
Els principals grups de mamífers del Cretaci sobrevisqueren a l'extinció del Cretaci-Paleogen malgrat la desaparició de fins a un 93% de les espècies. Encara que havien començat a radiar 30 milions d'anys abans i que pocs grups es diversificaren ràpidament després de l'extinció, la desaparició dels dinosaures els permeté convertir-se en els animals dominants dels medis terrestres del Cenozoic. A l'Eocè es produí una radiació adaptativa explosiva que donà origen a gran part dels grups moderns de mamífers i al Miocè la mastofauna ja era molt semblant a l'actual. Des de finals del Plistocè han desaparegut molts mamífers com a resultat de l'extinció del Quaternari, probablement relacionada amb l'expansió dels éssers humans arreu del món. La Unió Internacional per la Conservació de la Natura (UICN) considera que un 27% de les espècies de mamífers són vulnerables, estan en perill o estan en perill crític.

## Característiques dels mamífers
Per estudiar l'evolució dels mamífers i determinar la composició del grup terminal Mammalia, cal definir una sèrie de caràcters típics dels mamífers.

### Pèl

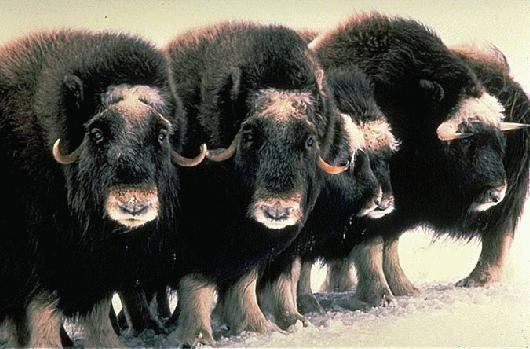
El pelatge, com el d'aquests bous mesquers, és un caràcter exclusiu dels mamífers.

El pèl és un dels principals caràcters dels mamífers. Encara que algunes espècies (com ara els cetacis) no en tenen, evolucionaren d'avantpassats peluts i presenten creixement capil·lar com a mínim durant la fase embrionària. La quantitat i la distribució del pèl varien considerablement d'una espècie a l'altra. Es compon principalment de ceratina, la mateixa proteïna que forma les escates i les plomes en altres tipus d'animals.
El pelatge compleix diverses funcions. Juntament amb les glàndules cutànies, participa en la regulació tèrmica. Els seus colors i patrons contribueixen al camuflatge, tant en les preses com en els depredadors. Alguns mamífers, com ara la llebre de les neus i la guineu àrtica, muden el pelatge en resposta als canvis estacionals en els medis que habiten. En general, les foques que neixen en pannes de glaç tenen el pelatge natal blanc, mentre que les que neixen a les platges el solen tenir de color marró fosc o negre. Els patrons del pelatge poden servir per avisar altres membres de la mateixa espècie de la presència d'un depredador o, com en el cas de les mofetes, com a element dissuasiu contra el mateix depredador. L'eriçament del pèl indica una actitud hostil o defensiva. El pelatge pot ser un caràcter distintiu dels dos sexes; en són exemples les crineres dels lleons i el pèl facial en els éssers humans. De vegades, el seu color serveix per generar atracció sexual.
En alguns mamífers, com ara els eriçons, els porcs espins i els equidnes, una part del pelatge es presenta com una capa de punxes que ofereix una protecció gens negligible contra els depredadors. Les vibrisses, un tipus de pèl associat a una alta concentració de nervis i vasos sanguinis, estan implicades en el sentit del tacte. Generalment prenen la forma de «bigotis», però es poden trobar a diferents parts del cos. Les pestanyes, les celles, els pèls de les orelles i els pèls nasals protegeixen altres òrgans sensorials impedint-hi l'entrada d'objectes externs.

### Glàndules tegumentàries
Els mamífers presenten la major diversitat de glàndules tegumentàries de tots els animals vertebrats. N'hi ha dos tipus bàsics: les glàndules sudorípares i les glàndules sebàcies. Es creu que els altres tipus són, en realitat, formes derivades d'aquests dos.

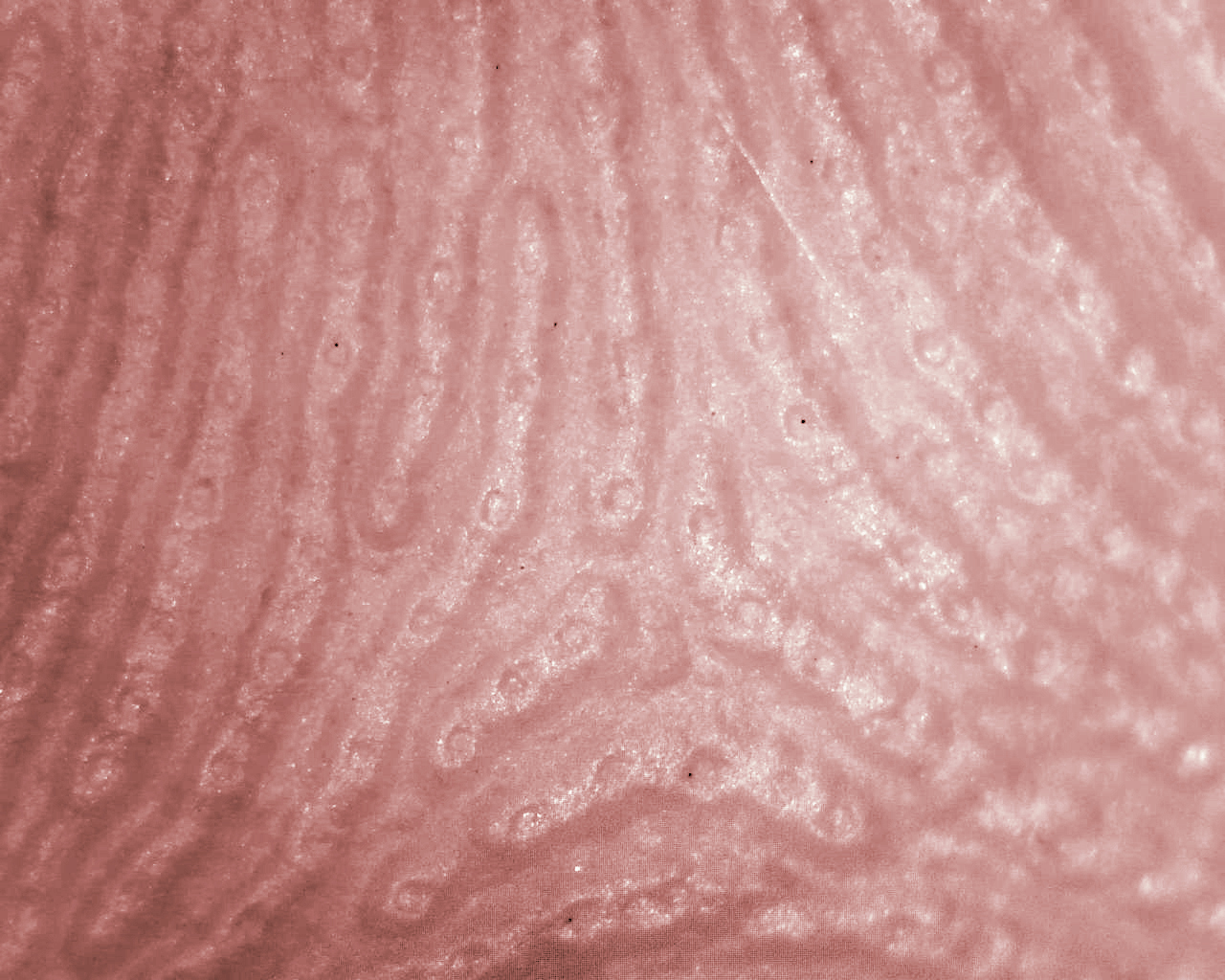
Porus de les glàndules sudorípares en un dit humà

Les glàndules sudorípares són un caràcter exclusiu dels mamífers, encara que la majoria no en tenen. La seva funció principal és la termoregulació mitjançant la secreció de suor. Es divideixen en glàndules sudorípares eccrines, que segreguen una sudoració aquosa amb residus metabòlics i sals, i apocrines, que deixen anar un producte més lletós, blanquinós o groguenc. Com a regla general, les primeres es distribueixen per les regions desproveïdes de pèl, mentre que les segones dipositen les secrecions a les cavitats dels fol·licles pilosos, es desenvolupen durant la pubertat i només es troben a certes parts del cos (en els éssers humans, sobretot a les orelles, les aixelles, els mugrons, el melic i la regió anogenital).

Esquema d'una glàndula sebàcia amb el seu fol·licle associat

Les glàndules sebàcies, generalment associades als fol·licles pilosos, excreten seu, un material lipídic que protegeix el pèl i la pell i evita que perdin massa humitat. Els sirenis (i els proboscidis) no en tenen, mentre que en altres mamífers aquàtics, com ara les llúdries i els ossos marins, les excrecions sebàcies limiten el contacte entre l'aigua freda i la pell i ajuden a retardar la pèrdua de temperatura. Les glàndules de Meibom i les glàndules de Hartner són glàndules sebàcies modificades que lubriquen les parpelles i les membranes nictitants, respectivament.
Les glàndules odoríferes poden ser predominantment sudorípares, predominantment sebàcies o una barreja més o menys homogènia d'aquests dos tipus. Produeixen feromones i altres secrecions oloroses que tenen una funció comunicativa, com ara marcar territori. Gairebé tots els mamífers en tenen, tot i que no sempre a les mateixes parts del cos.
Les glàndules mamàries, el caràcter que dona nom als mamífers, són glàndules sudorípares modificades que es poden observar en les femelles i, de forma rudimentària, en els mascles. Es formen a partir de la línia làctia i es poden trobar al tòrax, l'abdomen o la regió dels engonals, segons l'espècie. Com que la seva única funció és secretar llet per a l'alimentació de les cries, només estan actives entre el part i la fi de l'alletament. La lactància no es dona en cap altre tipus d'animal. Els monotremes tenen dues glàndules mamàries que vessen el seu contingut en depressions abdominals, mentre que els teris presenten un nombre variable de mugrons o mamelles que les cries poden xuclar directament. Els éssers humans són l'única espècie en la qual les femelles tenen les mamelles engrandides de manera permanent, no només durant la lactància.

### Ossos de l'orella i l'articulació mandibular
Els ossos de l'orella i l'articulació mandibular evolucionaren en paral·lel. Els pelicosaures tenien l'articulació del maxil·lar inferior formada per l'os articular i el quadrat. A més d'unir diferents parts de la mandíbula, aquests dos ossos, juntament amb l'os angular, transmetien el so a la membrana timpànica. En els mamífers, en canvi, l'articulació mandibular es compon de l'os dental i l'os escatós, fet únic en el regne animal, mentre que el quadrat i l'articular han migrat a l'orella mitjana i s'han convertit, respectivament, en el martell i l'enclusa, que ensems amb l'estrep es coneixen com els «ossicles» de l'orella mitjana. Aquestes adaptacions permeten una masticació més eficaç i una oïda més sensible. Així mateix, els mamífers desenvoluparen un os ectotimpànic que fixa el timpà al seu lloc. Tot això contrasta amb la configuració de l'orella i la mandíbula dels altres vertebrats, que presenten un sol os (la columel·la) a l'orella mitjana i un mínim de nou ossos al maxil·lar inferior.

### Dentadura

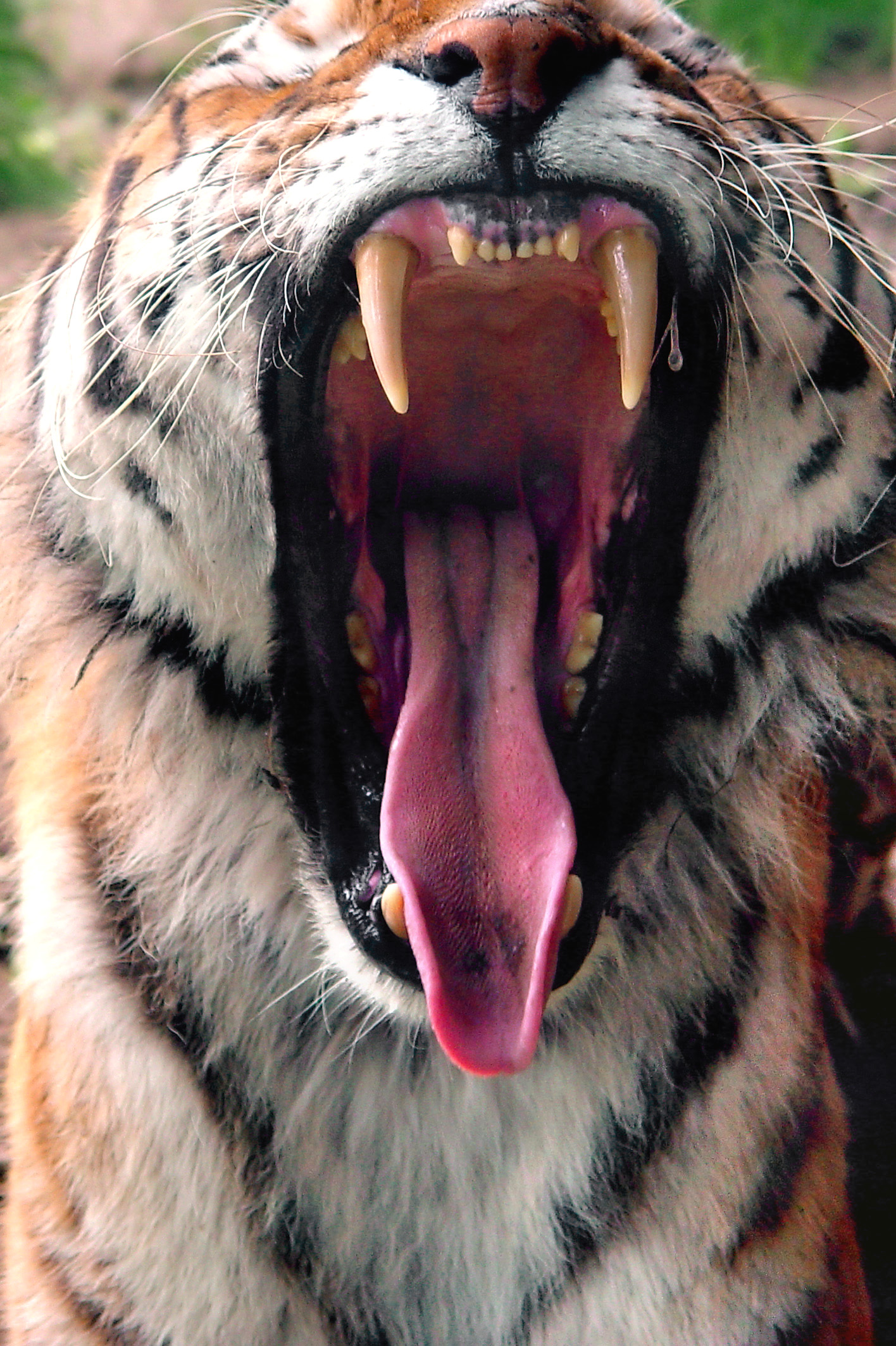
Dentadura d'un tigre

La majoria dels mamífers són heterodonts, és a dir, tenen diversos tipus de dents (incisives, canines, molars i premolars). El nombre de dents de cada tipus es representa mitjançant una fórmula dental. L'heterodòncia és un caràcter diferenciador important respecte a l'homodòncia dels rèptils i té un paper fonamental en la classificació dels fòssils. La majoria dels mamífers són difiodonts, és a dir, presenten un canvi de dents entre la dentadura temporal dels individus joves i la dentadura permanent dels adults. Les molars surten juntament amb les dents permanents.
Els monotremes adults manquen de dents, mentre que les cries exhibeixen una dent similar al telolècit dels rèptils i els ocells que els serveix per obrir-se pas a través de la closca de l'ou i els cau poc després de l'eclosió. Els metateris tenen una fórmula dental màxima de {\displaystyle {\tfrac {5.1.3.4}{4.1.3.4}}}, per a un total de 50 dents, i conserven el precursor temporal de la cinquena premolar dels teris basals, transformat en la primera molar. Els uombats són els únics metateris que no tenen més incisives al maxil·lar superior que a l'inferior.
Els euteris tenen una fórmula dental màxima de {\displaystyle {\tfrac {3.1.4.3}{3.1.4.3}}}, per a un total de 44 dents. Hi ha una tendència evolutiva cap a un menor nombre de dents que troba la seva màxima expressió en animals com els formiguers gegants i els pangolins, que no en presenten cap. Les úniques excepcions a aquesta tendència són l'otoció, que té fins a 50 peces, l'armadillo gegant, que en pot arribar a presentar 100, i la majoria dels odontocets, que en tenen fins a 260 i són dels pocs mamífers essencialment homodonts.

### Altres caràcters
El cervell està ben desenvolupat. El neocòrtex i els cossos quadrigèmins no es troben en cap altre tipus d'animal. El crani, de tipus sinàpsid, originàriament tenia una finestra temporal darrere de cada òrbita ocular. En el decurs de l'evolució, la desaparició de l'os postorbitari, una major ossificació del neurocrani i la reducció de l'arc zigomàtic han tancat aquestes finestres temporals i han fet que la morfologia cranial dels mamífers tingui un aspecte força diferent del que presentaven els primers sinàpsids.
Els mamífers desenvoluparen un paladar secundari que els permet —excepte en els éssers humans— respirar i menjar alhora. Són els únics animals que tenen diafragma, un múscul pla que separa la cavitat toràcica de la cavitat abdominal. A més a més, perden l'arc aòrtic dret cap al principi del seu desenvolupament embrionari, a diferència dels ocells, que en perden l'esquerre, i els rèptils, que en conserven tant l'un com l'altre. Igual que en els crocodilians i els ocells, el cor es compon de quatre cambres i, com en els ocells, la sang oxigenada no es barreja amb sang no oxigenada. Els glòbuls vermells madurs no tenen nucli cel·lular. Aquest sistema cardiovascular relativament complex és un dels factors que permeten mantenir l'homeotèrmia («sang calenta»).

## Evolució

### Antecedents

#### Tetràpodes primitius i primers amniotes

Peixos d'aletes lobulades i tetràpodes amfibis del Devonià superior

Els primers tetràpodes aparegueren a la segona meitat del Devonià, entre 372 i 390 milions d'anys enrere, i evolucionaren a partir de peixos d'aletes lobulades capaços de respirar aire. Les adaptacions necessàries per a la vida a la terra comportaren modificacions radicals en els mecanismes de respiració, alimentació, locomoció, balanç hidroelectrolític, percepció i reproducció, entre altres aspectes. Els avantpassats directes dels tetràpodes ja havien desenvolupat extremitats en els últims 20 milions d'anys abans de sortir de l'aigua, probablement com a òrgans de locomoció aquàtica, emprats com platós. Les mans dels tetràpodes són amb tota probabilitat una estructura homòloga a les aletes pectorals de peixos d'aletes lobulades com Eusthenopteron. En aquest moment d'intensa radiació evolutiva, el nombre de dits dels tetràpodes, que gairebé sempre és de cinc, encara no havia quedat fixat. Per exemple, Acanthostega en tenia vuit a cada pota anterior i set a cada pota posterior. Sembla que el gros dels primers tetràpodes estaven dotats tant de pulmons com de brànquies. Aquestes últimes encara els servien per a l'excreció del nitrogen i el diòxid de carboni. De totes maneres, segurament tenien un estil de vida completament aquàtic, com ho indica la presència d'una orella adaptada a sentir-hi sota l'aigua en animals com Ichthyostega. Hi ha indicis que els tetràpodes evolucionaren en medis marginals marins (llacunes, estuaris i deltes), zones de marees o salabroses, tot i que tampoc no es pot descartar que sorgissin en cossos d'aigua dolça, Al final del Devonià, ja tenien una distribució gairebé cosmopolita a les latituds tropicals i subtropicals, on vivien majoritàriament en medis d'aigua dolça.
En el registre fòssil hi ha una bretxa d'entre 15 i 30 milions d'anys entre els tetràpodes més primitius, com ara Acanthostega i Ichthyostega, i les formes més derivades del Carbonífer, com ara l'eriop. Aquest buit aparent segueix l'extinció del Devonià superior i està associat a un llarg període de relativa hipòxia als oceans. Malgrat que des de principis del segle xxi hi ha hagut troballes importants corresponents a aquest interval, encara falta molta informació per posar en clar els orígens dels amniotes. Entre els candidats a tàxon germà dels amniotes hi ha els antracosaures, els seymouriamorfs i els diadectomorfs. El prototip d'amniota era un depredador quadrúpede, petit i que presumiblement gaudia de visió tricromàtica. L'amniota terminal més antic conegut és Hylonomus, tot i que la seva anatomia difereix clarament de la morfologia típica dels amniotes ancestrals. Els amniotes gaudeixen de tot un seguit d'adaptacions que els donen un avantatge competitiu en la vida a la terra, incloent-hi una menor permeabilitat de la pell i, sobretot, l'evolució de l'ou clistoic, protegit per una capa porosa i semipermeable que permet que els ous es ponguin fora de l'aigua en evitar-ne la dessecació i fornir-los una certa protecció mecànica.

#### Sinàpsids del Carbonífer

L'estructura cranial original dels sinàpsids presenta una finestra darrere de cada ull, situada en una posició baixa (avall a la dreta).

Els sinàpsids, el primer grup a divergir de la resta d'amniotes, se separaren dels sauròpsids fa entre 318 i 332 milions d'anys. El més antic que es coneix, Asaphestera platyris, fou descrit a partir d'un fòssil trobat a Nova Escòcia (Canadà). Des de bon principi, la morfologia cranial dels sinàpsids es diferenciava per l'arranjament de les finestres temporals, més baixes i limitades primitivament pels ossos escatosos i postorbitaris, per la part superior, i per l'homòleg de l'arc zigomàtic, per la part inferior. Aquesta configuració facilita la flexió i expansió dels músculs adductors de la mandíbula. L'orientació lateral inicial de les finestres temporals es convertí en dorsal per acomodar-se a l'augment de la massa muscular adductora, la seva diferenciació en els músculs temporal, masseter i pterigoidals i la major complexitat de la funció mandibular. Gràcies a aquestes adaptacions, els primers sinàpsids podien mossegar amb més força i celeritat que els amniotes primitius. Les dents eren afilades i recurvades.
La transformació de l'os angular en una placa alta i plana dotada d'una carena profunda marca l'inici del procés que desembocaria, molts milions d'anys més tard, en l'orella mitjana dels mamífers. Ara bé, els sentits dominants dels sinàpsids primitius eren la vista i l'olfacte, com es pot deduir de la gran mida de les òrbites i de l'allargament de les coanes en comparació amb els altres amniotes. L'esquelet postcranial també patí canvis importants, sobretot pel que fa a les extremitats posteriors i el seu acoblament al maluc.
Els sinàpsids basals formen el grup dels pelicosaures, un conjunt parafilètic però de gran utilitat conceptual. Conservaven la dentadura homodonta dels amniotes primitius, així com les seves potes curtes i robustes, la postura eixancarrada i la cua llarga. En un primer moment, la seva distribució es limitava als ecosistemes càlids i humits de la Pangea equatorial. La proporció relativament baixa de pelicosaures herbívors en aquest punt de la seva evolució es pot explicar per una certa dependència dels biomes d'aigua dolça i dels animals que contenien com a aliment. Proporcionalment, el cervell era de la mateixa mida que en els rèptils. Eren animals grossos i de sang freda. Els pelicosaures edafosàurids i alguns d'esfenacodòntids, com el dimetrodont, tenien una aparatosa cresta d'apòfisis vertebrals a l'esquena. La funció d'aquesta estructura presumiblement tenia a veure amb la termoregulació, encara que aquesta interpretació no acaba d'encaixar amb el fet que la gran majoria dels pelicosaures mancaven de cresta d'apòfisis vertebrals.

#### Permià i canvi faunístic del Triàsic
El sorgiment dels teràpsids, un grup més avançat de sinàpsids, durant el Permià mitjà ha estat descrit com «una revolució en la història de la vida terrestre». El registre fòssil indica que eren més actius que els seus predecessors i testimonia una transició del mode de locomoció dels pelicosaures, que tenien les potes corpulentes i caminaven del tot eixancarrats, a un nou mode amb potes més llargues i esveltes, una marxa més erecta i una major mobilitat de les articulacions de les espatlles i el maluc, que no només permetia que es desplacessin a alta velocitat, sinó que també facilitava la inflació dels pulmons. Aquests canvis, juntament amb l'evolució d'una morfologia toràcica més semblant a la dels mamífers que ja incloïa el diafragma, oferiren una solució a la limitació de Carrier, que dificulta que els tetràpodes que caminen eixancarrats puguin córrer i respirar alhora.

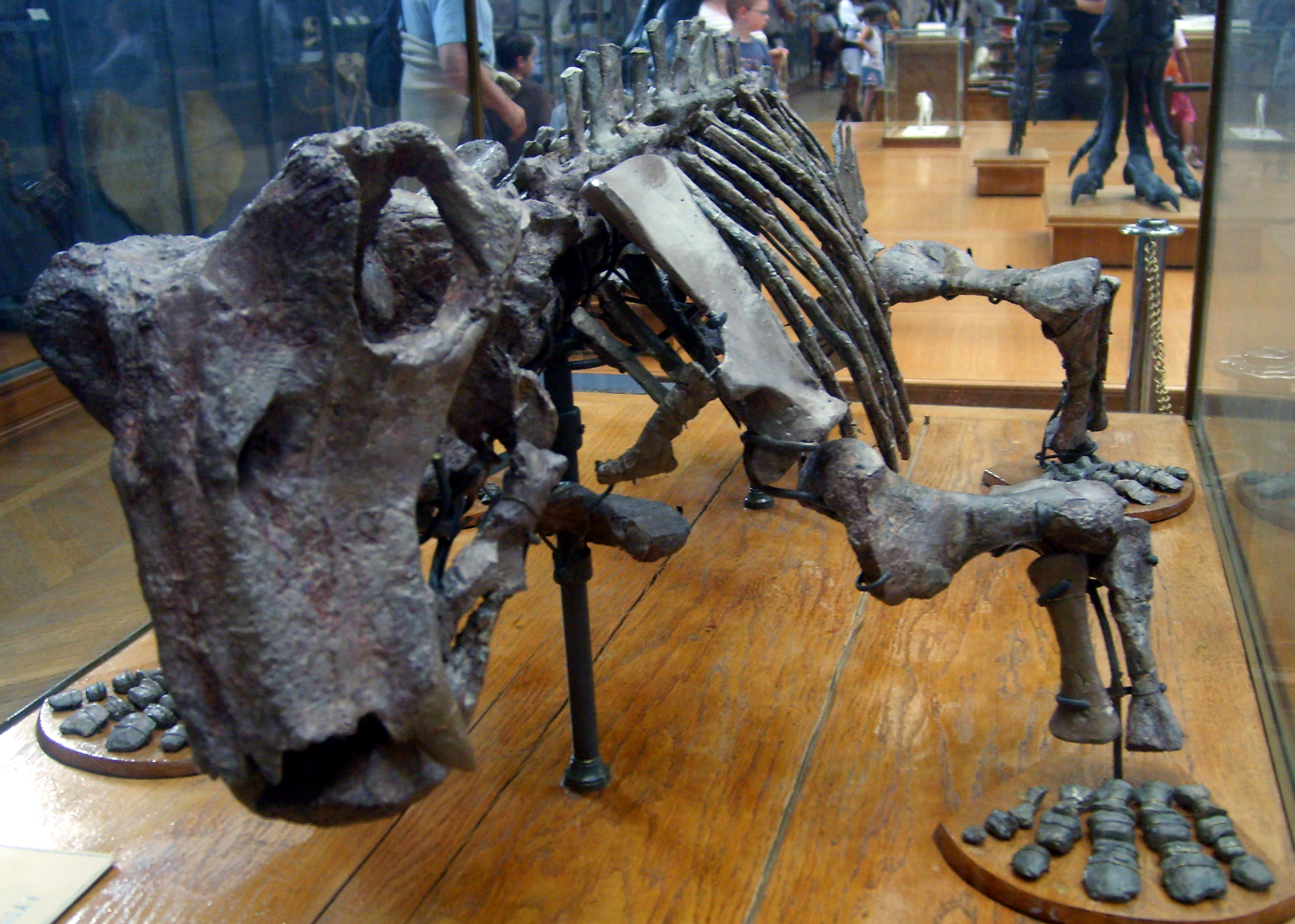
Esquelet de Lystrosaurus murrayi al Museu Nacional d'Història Natural de França

Els teràpsids arribaren a ser els vertebrats terrestres més abundants i diversos del Permià superior. N'hi havia d'herbívors, de carnívors i possiblement d'insectívors. L'espectre de mides dels teràpsids anteriors als mamífers anava des de Lepagia i Meurthodon, petits com ratolins, fins a Lisowicia, que devia fer 4,5 metres de llargada i pesar unes 9 tones. Fins i tot hi ha indicis que els teràpsids del Permià superior ja podrien haver tingut pèl o, si més no, un integument pilós. Els teràpsids en general prosperaren durant molt de temps fins que fa aproximadament 252 milions d'anys gairebé foren anihilats per l'extinció del Permià-Triàsic, la més mortífera de la història de la Terra, que tal vegada té a veure amb l'activitat volcànica associada als trapps de Sibèria i el posterior alliberament de clatrats de metà acumulats al fons marí. Junts, aquests dos esdeveniments haurien apujat la temperatura del planeta 10 °C. Aquest episodi conduí a la desaparició de més del 95% de les espècies marines i un 70% de les espècies terrestres, incloent-hi la grandíssima majoria dels pelicosaures. Tanmateix, com a mínim una espècie de listrosaure subsistí i, davant de l'absència de depredadors i la competència d'altres herbívors, prosperà i radià en noves espècies, fins al punt que aquest gènere representa un 95% dels fòssils en alguns jaciments del Triàsic inferior. La seva supervivència fou probablement una simple qüestió de sort, però els següents factors hi podrien haver contribuït: el seu consum de cues de cavall i altres plantes dures que eren especialment resistents a la sequera; la seva capacitat d'excavar per arribar a tubercles i altres fonts d'aliment duradores; el seu ús de caus, on hauria estivat per sobreviure als períodes d'aridesa extrema; les adaptacions a un estil de vida excavador, que l'haurien preparat per sobreviure a les condicions d'hipòxia que, segons alguns científics, regnaven durant l'extinció del Permià-Triàsic; el seu (disputat) estil de vida amfibi; una tendència cap a un creixement més accelerat; la seva probable endotèrmia; i la seva mida moderada.

#### Cinodonts primitius del Triàsic

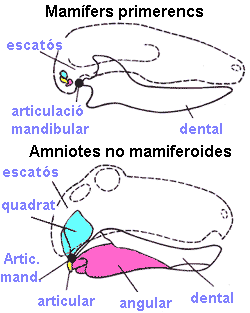
Comparació de les articulacions mandibulars d'un mamífer primitiu i d'un amniota no mamiferoide

La transformació de l'articulació mandibular dels cinodonts primitius en dos dels tres ossicles que formen l'orella mitjana dels mamífers ha estat descrita com «una de les transicions evolutives més espectaculars». En tot cas, fa dos segles que es debat vivament com de gradual fou aquest canvi i si fou un esdeveniment únic o es repetí en diferents grups de cinodonts. Així mateix, els científics procuren resoldre les contradiccions aparents entre el que diu el registre fòssil i el que suggereix la recerca genètica.
Thrinaxodon, un galesaure del Triàsic inferior de Sud-àfrica i l'Antàrtida, encara tenia l'articulació mandibular molt semblant a la condició primitiva dels gnatostomats, és a dir, ubicada entre l'os quadrat al maxil·lar superior i l'os articular al maxil·lar inferior, tot i que el quadrat ja estava força reduït. Altres caràcters propis dels gnatostomats basals eren la proximitat entre l'os suprangular i l'os escatós i el contacte directe entre l'estrep i el quadrat. Els primers indicis de la transició es poden apreciar en Probainognathus, del Triàsic mitjà de Sud-amèrica, en el qual el suprangular toca amb l'escatós a la fossa mandibular, que funciona com a pivot per als ossos de la mandíbula. L'articular integra una barra estreta juntament amb l'angular, el prearticular i el suprangular. A la pràctica, Probainognathus no presentava un sol tipus d'articulació mandibular situat a mig camí entre la condició primitiva i la moderna, sinó que tenia una articulació mandibular primitiva i una altra de moderna que no es destorbaven mútuament.

#### Mamaliaformes del Triàsic
Per determinar quin és el mamífer més antic, primer cal definir el concepte de «mamífer». Els mamífers sensu stricto formen el grup terminal Mammalia, és a dir, el clade format per l'últim avantpassat comú de tots els mamífers vivents i tots els seus descendents. Ara bé, com que aquesta definició exclou animals del Triàsic i el Juràssic que presenten caràcters tradicionalment considerats propis dels mamífers, entre els quals hi ha el maxil·lar inferior format per un sol os, l'articulació mandibular entre l'os dental i l'escatós i el major volum del cervell, hi ha paleontòlegs que fan servir de manera informal el concepte de «mamífer» sensu lato per referir-se als mamaliaformes, el clade que abasta tant els mamífers en si com els animals que, sense ser mamífers, són més propers als mamífers que a qualsevol altre grup d'animals.
Hi ha un cert consens que el mamaliaforme més antic conegut és Adelobasileus cromptoni, descrit a partir d'un neurocrani fragmentari que fou trobat a Texas i data de fa 225 milions d'anys (Triàsic superior). Mostra una combinació de caràcters propis dels mamífers, com ara la transformació de l'epipterigoide amniota en l'aliesfenoide i l'aparició de l'orbitoesfenoide, i d'altres que es troben a mig camí entre els teràpsids i els mamífers. Un altre candidat a mamaliaforme més antic és Gondwanadon, un possible morganucodòntid descrit a partir d'una dent molar inferior del Triàsic inferior de l'Índia.
El mamaliaforme Morganucodon, que dona nom a l'ordre dels morganucodonts, encarna un nou avenç en l'evolució de l'articulació mandibular. En aquest animal, l'os dental ja tocava l'escatós, mentre que l'os suprangular ja no estava en contacte amb l'escatós, ans havia estat substituït per l'apòfisi condília, una eminència del dental que encaixa en la fossa glenoide de l'escatós. A més a més, les dents postcanines seguien el mateix patró que en els mamífers, amb dents premolars d'una sola cúspide i molars de tres cúspides. El material disponible fa pensar que era difiodont, és a dir, que inicialment desenvolupava una dentadura temporal («dents de llet») que donava pas a una dentadura permanent a mesura que l'animal creixia. Aquesta configuració ha estat interpretada com un argument a favor de la hipòtesi que alimentava les cries amb llet. Morganucodon presentava els tres ossos de l'orella típics dels mamífers. Per altra banda, l'oclusió era completa i les dents molars exhibeixen facetes de desgast. Tot plegat suggereix que Morganucodon es nodria d'insectes i altres invertebrats menuts. L'anatomia de la seva cintura escapular també ha proporcionat informació valuosa als científics. Es calcula que la massa corporal dels morganucodonts anava des dels 20-30 g de Megazostrodon rudnerae fins a un màxim de 80 g en Morganucodon oehleri.
Malgrat que no hi ha proves directes que ho demostrin, hi ha estudis que suggereixen que el pèl i les glàndules mamàries aparegueren fa entre 230 i 246 milions d'anys. Aquestes estimacions es basen en la presència d'un forat intraorbitari dilatat i una fontanel·la frontoparietal ossificada en els probainògnats més antics. Com que aquestes innovacions evolutives estan relacionades amb el gen MSX2, que també regula el manteniment dels fol·licles pilosos i el desenvolupament de les glàndules mamàries, alguns científics han plantejat la possibilitat que una mutació d'aquest gen fos l'origen comú de tots aquests caràcters i, indirectament, d'altres que són típics dels mamífers.

### Juràssic

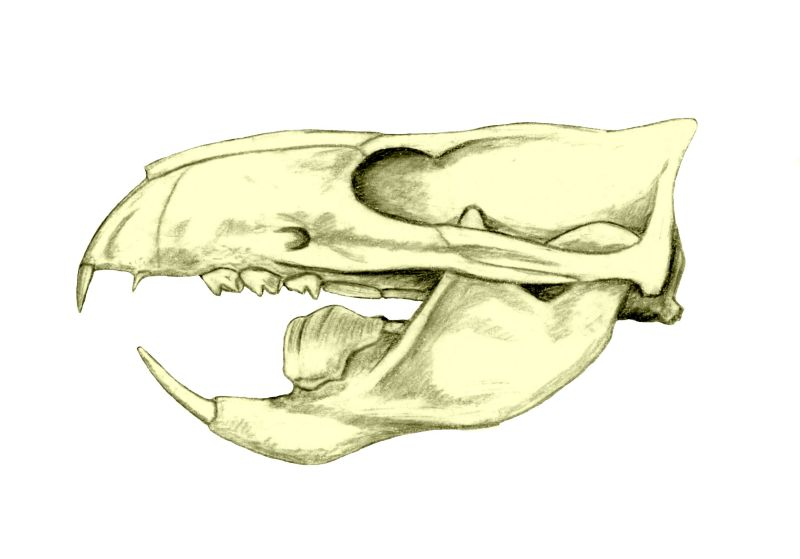
Crani del multituberculat Ptilodus

Els multituberculats existiren durant uns 115 milions d'anys (des del Juràssic superior fins a l'Eocè superior), cosa que en fa el segon grup de mamífers més longeu de tots els temps, després dels monotremes. Així com Bubodens o Taeniolabis assolien la mida d'un castor, la grandíssima majoria eren animals menuts, de les dimensions d'una rata o una musaranya. La grandària de les dents incisives medials i el diastema que separa les incisives de les premolars fan que, de tant en tant, es coneguin informalment com els «rosegadors del Mesozoic». Haurien seguit una dieta basada en fruits i escorça d'arbre.
El maxil·lar inferior es compon únicament de l'os dentari, articulat amb l'escatós; els ossos quadrat i articular formen part de l'orella mitjana; les dents estan diferenciades i presenten oclusió; les dents postcanines estan dotades de cúspides; i hi ha arcs zigomàtics a banda i banda del crani. L'estretor de la pelvis ha alimentat un llarg debat sobre si ponien ous, parien cries diminutes i indefenses (com els marsupials) o donaven a llum cries més desenvolupades (com els placentaris). Els estudis més recents, que també prenen en compte la histologia dels ossos, apunten en aquesta última direcció. Els multituberculats disten considerablement dels mamífers moderns pel fet de tenir les dents molars amb cúspides arranjades en dues o tres fileres, generalment paral·leles. Per altra banda, els mamífers moderns van alternant el costat de la boca amb el qual masteguen, seguint un moviment lateral facilitat pel múscul masseter. En canvi, els multituberculats seguien un moviment de retropulsió, és a dir, de davant cap enrere.

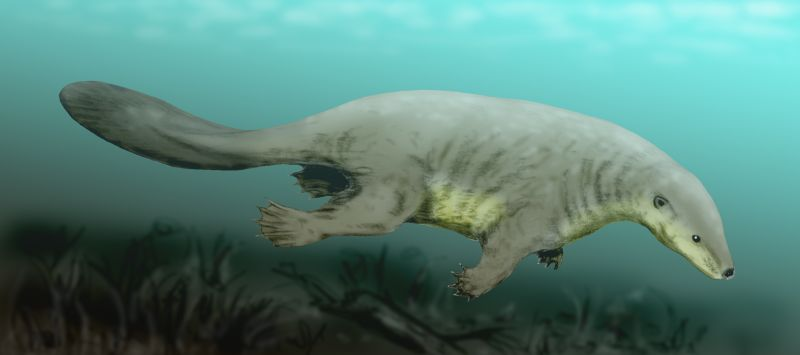
Il·lustració de Castorocauda

Sinoconodon, del Juràssic de la Xina, ocupa una posició basal en l'arbre evolutiu dels mamaliaformes. De fet, és el mamaliaforme més primitiu conegut a partir de material cranial mínimament representatiu. Contràriament a allò que es veu en altres mamaliaformes primerencs, les seves dents molars no presenten facetes de desgast, fet relacionat amb una oclusió extremament limitada entre les dents postcanines superiors i les inferiors, un caràcter primitiu fins i tot en comparació amb altres mamaliaformes del seu temps. A més a més, exhibeix la polifiodòncia (canvis repetits de les dents al llarg de tota la vida) dels cinodonts primitius. Tanmateix, la configuració de la mandíbula i la morfologia cranial són les típiques dels mamaliaformes.
Els docodonts, com a regla general, eren minúsculs. Els seus caràcters més distintius són un solc postdental voluminós i una doble articulació mandibular. Un dels membres més notables d'aquest clade és Castorocauda lutrasimilis, del Juràssic mitjà de la Xina. Destaca pel fet de ser el mamaliaforme més gros conegut del Juràssic, amb un pes estimat de 500-800 g, així com per les seves adaptacions a un estil de vida semiaquàtic i una dieta piscívora, que desmenteixen l'estereotip que tots els mamaliaformes primitius eren insectívors o omnívors petits i nocturns. A més a més, és el primer mamaliaforme que ofereix proves irrefutables de la presència de pelatge.
L'altra gran radiació evolutiva de mamífers del Juràssic es produí al supercontinent meridional de Gondwana i correspon als australosfènides, un grup que conté els monotremes i els seus parents extints més propers. Estaven dotats de dents molars tribosfèniques, caràcter que desenvoluparen independentment dels tribosfènides. L'australosfènide més antic que es coneix és Asfaltomylos patagonicus, del Juràssic mitjà de l'Argentina. Pel que fa als altres clades representats avui en dia, els llinatges evolutius que desembocarien en els marsupials i els placentaris se separaren a tot estirar en el Juràssic superior, fa 165 milions d'anys.

### Cretaci
Malgrat que Juramaia sinensis, del Juràssic superior de la Xina, ha estat interpretat com un possible representant dels euteris, l'animal més antic conegut que es classifica amb certesa dins d'aquest grup és Eomaia scansoria, del Cretaci inferior del mateix país. Els tres grans clades d'euteris (xenartres, afroteris i boreoeuteris) divergiren en el Cretaci superior. La cronologia i les circumstàncies exactes d'aquesta radiació evolutiva continuen sent objecte de debat. La hipòtesi predominant en relaciona les diverses etapes amb la fragmentació del supercontinent de Gondwana i la connexió intermitent entre Nord-amèrica i Sud-amèrica en aquest període.
La primera prova d'un diafragma funcional es remunta al Cretaci. L'holotip extremament ben conservat de Spinolestes xenarthrosus, un gobiconodòntid del Barremià superior (125 Ma) d'Espanya, presenta fins i tot vestigis de teixits tous. La distribució dels pulmons i el fetge indica que ja tenia diafragma.

#### Primers monotremes

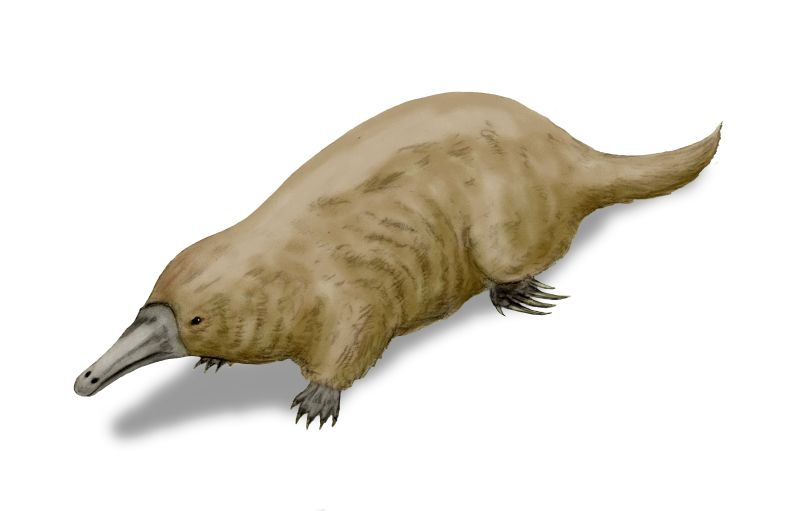
El monotrema primitiu Steropodon galmani fou el primer mamífer del Mesozoic descobert a Austràlia.

Teinolophos trusleri, del Cretaci inferior d'Austràlia, és el monotrema més antic i menut conegut, amb un pes estimat d'uns 40 g. Presumiblement, ja havia desenvolupat el sentit de l'electrorecepció, que no es dona en cap altre grup de mamífers que no siguin els monotremes i li hauria pogut servir per trobar insectes en la foscor de l'hivern polar (en aquell temps, el continent australià es trobava dins del cercle polar antàrtic). La hipòtesi que diu que tenia els ossicles de l'orella mitjana vinculats a l'os dental, que implicaria que la separació total entre els ossicles i la mandíbula hauria evolucionat de manera independent en els prototeris i els teris, ha estat descartada. El que sí que presentava era una estructura equivalent al «bec» dels monotremes actuals.
Els monotremes anaren creixent a marxes forçades i a principis del Cretaci superior ja es comptaven entre els mamífers més grossos del Mesozoic, amb un pes de més de 4 kg. A finals del Cretaci comença un buit de 35 milions d'anys en el registre fòssil dels monotremes.
Alguns caràcters distintius dels monotremes no es poden apreciar en els fòssils. Així doncs, els paleontòlegs es fixen en:
- Un os dentari esvelt en què el procés coronoide és petit o inexistent.
- L'obertura exterior de l'orella situada a la base posterior de la mandíbula.
- Un os jugal petit o inexistent.
- Una cintura escapular primitiva amb elements ventrals forts: coracoides, clavícules i interclavícules. Els mamífers teris manquen d'interclavícula.[117]
- Potes posteriors agrupades o semiagrupades.

#### Primers metateris

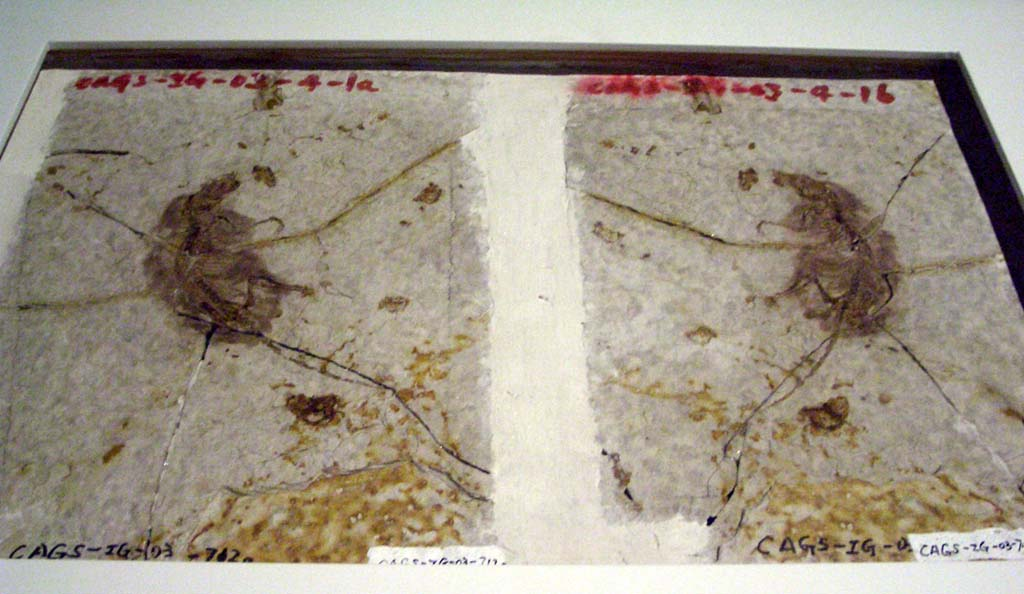
Sinodelphys szalayi, el metateri més antic conegut

Sinodelphys szalayi, un animal del Cretaci inferior de la Xina conegut a partir d'un fòssil gairebé complet, amb impressions de pèl i tot, ha estat considerat el metateri més antic conegut des de la seva descripció el 2003. Tanmateix, un estudi del 2018 suggerí que en realitat es tracta d'un euteri basal. Els metateris, que avui en dia viuen essencialment a l'hemisferi sud, evolucionaren a l'hemisferi nord i no passaren a terres meridionals fins a la formació d'un pont terrestre o una cadena d'illes entre Nord-amèrica i Sud-amèrica fa 60-70 milions d'anys.
Els metateris vivents són tots marsupials. Alguns gèneres fòssils, com ara l'asiateri (Cretaci superior de Mongòlia), podrien ser marsupials o metateris basals.
Els didelfimorfs, l'ordre dels didèlfids americans, aparegueren per primer cop al Cretaci superior i encara tenen representants vivents, cosa que els converteix en un dels ordres moderns més antics de mamífers. El seu èxit es deu probablement al fet que són principalment omnívors semiarborícoles no especialitzats.
La característica més coneguda dels marsupials és el seu mètode de reproducció. La mare desenvolupa una mena de sac vitel·lí a l'úter, que passa nutrients a l'embrió. Els embrions dels bàndicuts, coales i uombats també formen un òrgan semblant a una placenta que els connecta a la paret uterina, tot i que aquest òrgan és més petit que en els placentaris i no és segur que transfereixi nutrients de la mare a l'embrió. La gestació és molt curta, durant habitualment quatre o cinc setmanes, després de les quals neix l'embrió a un estadi molt primerenc del desenvolupament, que fa menys de dos centímetres. S'ha suggerit que aquesta gestació curta és necessària per reduir el risc que el sistema immunitari de la mare ataqui l'embrió. Les cries de marsupial tenen òrgans rudimentaris, però les potes anteriors estan ben desenvolupades car les cries s'han d'arrossegar pels seus propis mitjans fins a les mamelles de la mare. La mare alimenta la cria contraent músculs situats sobre les glàndules mamàries, car l'embrió és massa feble per xuclar. Com que les cries de marsupial tenen aquesta necessitat imperiosa d'utilitzar les potes per arrapar-se al mugró, això ha evitat que les potes anteriors evolucionin en aletes o en ales, evitant així que apareguin marsupials voladors o nedadors.
Tot i que alguns marsupials s'assemblen molt als placentaris, els esquelets dels marsupials tenen algunes característiques que els distingeixen dels placentaris. Alguns, com ara el llop marsupial, tenen quatre dents molars. Cap placentari no en té més de tres. A més, els marsupials tenen un parell de finestres palatals, situades a la part inferior del crani.
Els marsupials també tenen un parell d'ossos, els ossos epipúbics, que suporten el marsupi en les femelles. Tanmateix, aquest no és un tret distintiu dels marsupials, car ha estat trobat en fòssils de multituberculats, monotremes i fins i tot euteris, de manera que és probablement una característica ancestral comuna que desaparegué en algun punt després que divergissin els llinatges marsupial i placentari. Alguns investigadors pensen que la funció original dels ossos epipúbics era contribuir a la locomoció, suportant alguns dels músculs que estiren la cuixa cap endavant.

#### Euteris

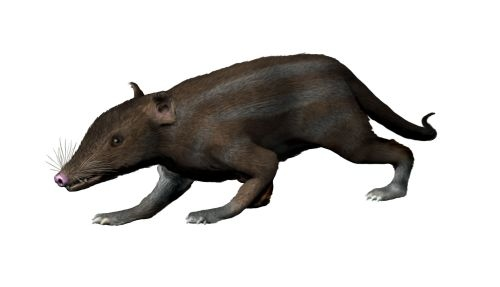
Juramaia sinensis és l'euteri més antic conegut. Fou descobert a la província de Liaoning i visqué durant el Juràssic superior.

Els euteris vivents són tots placentaris. Tanmateix, un dels euteris més antics coneguts, Eomaia, tenia algunes característiques que s'assemblen a les dels marsupials:
- Ossos epipúbics que s'estenien cap endavant des de la pelvis. No es troben en cap placentari modern, però es troben en marsupials, monotremes i mamaliaformes com ara els multituberculats. En altres paraules, semblen un tret ancestral que podria haver estat present en els placentaris més primitius.
- Una sortida pelviana estreta, que indica que les cries eren molt petites en néixer i que, per tant, la gestació era molt curta, com en els marsupials moderns. Això suggereix que la placenta fou una innovació posterior.
- Cinc incisives a cada banda del maxil·lar superior. Aquest nombre és típic dels metateris, i el nombre màxim en els placentaris moderns és de tres, excepte en el cas d'homodonts com l'armadillo. Tanmateix, la proporció molar/premolar d'Eomaia (té més premolars que molars) és típica dels euteris i no dels marsupials.

Eomaia també tenia un canal de Meckel, un tret primitiu del maxil·lar inferior que no existeix en els mamífers placentaris moderns. Aquestes característiques intermèdies concorden amb les estimacions filogenètiques moleculars que els placentaris es diversificaren fa uns 110 milions d'anys (uns 15 milions d'anys després d'Eomaia).
La característica distintiva dels placentaris és el seu mètode de reproducció, en què l'embrió s'enganxa a l'úter per mitjà d'una gran placenta, a través de la qual la mare li subministra nutrients i oxigen i elimina els residus. La gestació és relativament llarga i les cries neixen bastant desenvolupades. En algunes espècies, especialment els herbívors que viuen a les planes, les cries poden caminar i fins i tot córrer només una hora després de néixer.
S'ha suggerit que l'evolució de la reproducció placentària fou possibilitada per retrovirus, que haurien convertit la interfície entre la placenta i l'úter en un sinciti, és a dir, una fina capa de cèl·lules amb una membrana exterior compartida. Això permet el pas d'oxigen, nutrients i residus però evita que passi sang o altres cèl·lules que farien que el sistema immunitari de la mare ataqui el fetus. Els retrovirus també haurien reduït l'agressivitat del sistema immunitari de la mare, cosa que és bona pel fetus però que fa la mare més vulnerable a infeccions.
Des del punt de vista de la paleontologia, els euteris es caracteritzen principalment per diversos trets de la seva dentadura.

#### Extinció K-Pg
Tots els principals llinatges de mamífers del Cretaci, incloent-hi els monotremes, els multituberculats, els marsupials, els euteris, els driolestoïdeus, i els gondwanateris, sobrevisqueren a l'extinció del Cretaci-Paleogen, tot i que patiren pèrdues. En particular, els marsupials pràcticament desaparegueren de Nord-amèrica, i els deltateroïdeus asiàtics, parents primitius dels marsupials vivents, s'extingiren. Al jaciment de Hell Creek de Nord-amèrica, almenys la meitat de les deu espècies conegudes de multituberculats, i cap de les onze espècies de marsupials, no es troben per sobre el límit K-Pg.
El registre fòssil dels metateris a Nord-amèrica indica que en desaparegueren més del 90%.
Els mamífers del límit K-Pg eren generalment petits, de mida semblant a la de les rates; aquesta mida petita els hauria ajudat a trobar refugi en medis protegit. A més, es teoritza que alguns monotremes, marsupials i placentaris primitius eren semiaquàtics o excavadors, car hi ha nombrosos llinatges mamiferoides d'aquest tipus avui en dia. Els mamífers excavadors o semiaquàtics haurien tingut una protecció addicional dels problemes ambientals del límit K-Pg.

### Cenozoic
L'extinció dels dinosaures no aviaris obrí la porta de nombrosos nínxols ecològics als mamífers, que fins aleshores havien viscut en gran part sota l'ombra dels grans rèptils. Poc després de l'extinció del Cretaci-Paleogen, els mamífers experimentaren una radiació evolutiva que s'accelerà significativament a l'Eocè, permetent als mamífers colonitzar una enorme varietat d'hàbitats terrestres, marins i aeris, fins que assoliren un domini tal que el Cenozoic sovint rep el nom d'«edat dels mamífers».

#### Paleocè
La diversificació dels mamífers, que havia començat aproximadament trenta milions d'anys abans de la fi del Cretaci, es frenà amb l'extinció K-Pg. Les investigacions actuals indiquen que la majoria dels mamífers no es diversificaren explosivament immediatament després de l'extinció, malgrat els nínxols alliberats per l'extinció dels dinosaures. En canvi, entre els ordres de mamífers que sembla que sí que es diversificaren des del principi mateix del Paleocè es troben els quiròpters (ratpenats) i els artiodàctils (un grup divers que comprèn els cetacis), tot i que les investigacions més recents només confirmen la diversificació dels marsupials. Al principi del període, les masses continentals de la Terra es trobaven relativament aïllades, cosa que permeté l'evolució de faunes pròpies a cada continent, i afavorí, per exemple, el desenvolupament de la fauna marsupial d'Austràlia. Cap al final del període, tanmateix, començà un episodi de migració de formes noves des d'Àsia cap a la resta d'Euràsia, encetant un procés de substitució faunística que arribaria al seu punt àlgid després de la Grande Coupure de l'Eocè.
Els estudis moleculars fan pensar que els dos grans clades moderns de monotremes, els ornitorrínquids i els equidnes, divergiren a finals del Paleocè o principis de l'Eocè. Monotrematum sudamericanum, del Paleocè inferior del Con Sud, fa de frontissa entre un buit de 35 milions d'anys (entre el Cretaci superior i el Paleocè inferior) i un altre de 38 milions d'anys (entre el Paleocè inferior i l'Oligocè superior) en el registre fòssil dels monotremes.
Els primers fòssils de metateris sud-americans, que daten de fa 64 milions d'anys, exhibeixen una diversitat considerable. Aquests animals es feren seva una multitud de nínxols ecològics que anaven des de l'insectivorisme fins a l'omnivorisme, passant pel carnivorisme.

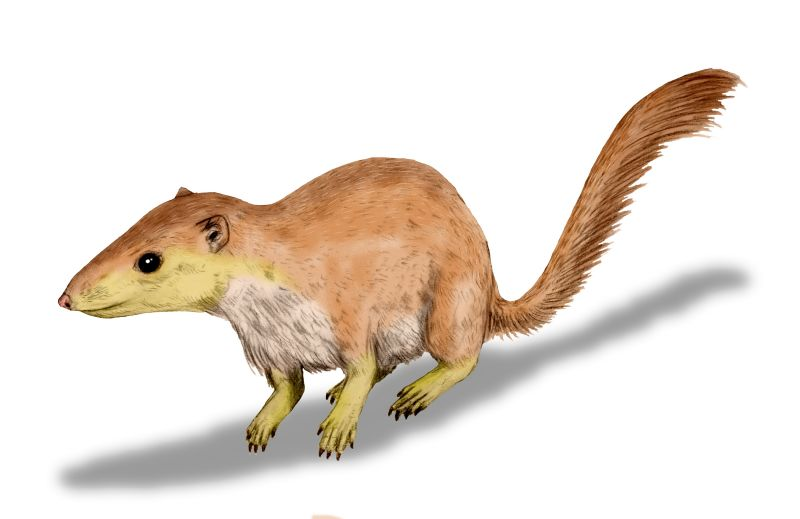
Purgatorius, el representant més antic conegut de l'ordre dels primats, aparegué a Nord-amèrica a finals del Cretaci i sobrevisqué fins a principis del Paleocè.

Els indicis fòssils del Paleocè són escassos, de manera que es coneix relativament poc sobre els mamífers d'aquesta època. A causa de la seva mida petita (que es mantingué fins a finals de l'època), els ossos d'aquests mamífers no es preserven fàcilment en el registre fòssil, i gran part del que se'n coneix és gràcies a fòssils de dents (que resisteixen molt millor el pas del temps), així com uns pocs esquelets. Els mamífers del Paleocè encara no tenien dents o membres especialitzats, i el seu quocient d'encefalització era bastant baix; en comparació a formes posteriors, se'ls considera primitius o arcaics.
Els perissodàctils aparegueren menys de deu milions d'anys després de l'extinció K-Pg. Ràpidament es convertiren en el grup dominant d'ungulats, havent-se adaptat millor a la densa vegetació dels ecosistemes del Paleocè que no pas els avantpassats dels artiodàctils. El seu aparell digestiu (que processa la cel·lulosa a l'intestí, a diferència d'altres ungulats que la processen a l'estómac), també representà un avantatge pels perissodàctils, que pogueren aprofitar millor les plantes dominants a la primera part del Paleogen.
Durant el Paleocè, els primats (que ja havien aparegut al Cretaci) continuaren evolucionant pel camí que portaria a l'evolució dels haplorrins a principis de l'Eocè. Aquests primats representen un pas clau en l'evolució dels humans; malgrat un període de gestació similar, els nounats haplorrins són relativament més grans que la resta de primats, però són més dependents de la seva mare. Aquesta diferència en mida i dependència reflecteix la major complexitat del seu comportament i intel·ligència.
Finalment, els primers fòssils que es poden definir amb certesa com a quiròpters daten de l'Eocè molt primerenc, però presenten característiques avançades que fan que la majoria de paleontòlegs considerin que l'ordre ja havia aparegut durant el Paleocè. En aquells temps, l'únic subordre de ratpenats existent era el dels microquiròpters, que es diferencien dels megaquiròpters en el seu ús de l'ecolocalització, la manca d'urpa al segon dit de les potes anteriors, i el seu pelatge molt menys dens, entre d'altres. Tanmateix, el material fòssil no permet saber si aquests ratpenats primitius ja havien desenvolupat la capacitat d'ecolocalització, o si aquest fou un tret que aparegué més endavant.

#### Eocè
L'esdeveniment més important en l'evolució dels mamífers durant l'Eocè fou probablement l'evolució dels cetacis. Després que els seus avantpassats abandonessin la vida aquàtica 300 milions d'anys abans, un grup de mamífers relacionat amb els artiodàctils primitius aconseguí efectuar la transició d'un medi terrestre a un medi aquàtic.
Aquest procés començà amb els pakicètids de l'Eocè inferior i mitjà del Pakistan. Es tractava d'animals carnívors terrestres, però la configuració dels ossos de les orelles i de la seva dentadura demostra que representen el primer pas en l'evolució de les balenes. Uns quants milions d'anys més tard, criatures com Ambulocetus ja tenien un estil de vida amfibi, car les seves potes posteriors estaven més ben adaptades per nedar que per caminar. Els protocètids són un pas posterior en l'evolució dels cetacis i és possible que disposessin d'una aleta caudal com la dels cetacis actuals.

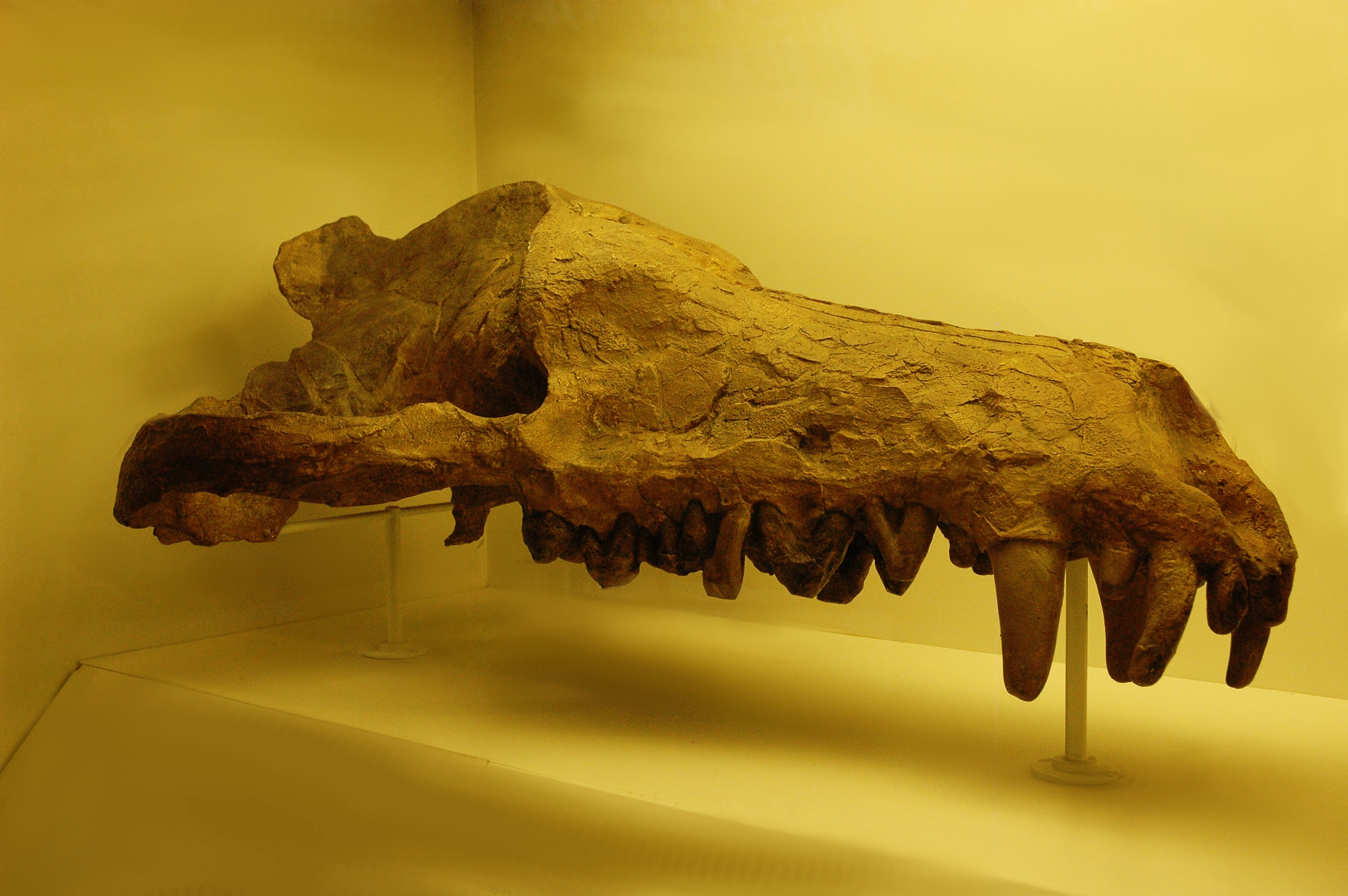
El crani d'un Andrewsarchus mongoliensis

Els primers cetacis completament marins aparegueren fa uns quaranta-cinc milions d'anys. Els basilosàurids, que incloïen gèneres com Basilosaurus o Dorudon, tenien una anatomia molt similar a la de les balenes actuals. Tanmateix, tenien el cervell menys desenvolupat i mancaven del meló típic dels odontocets actuals. Calgué esperar fins a l'Eocè molt tardà per veure l'aparició de les primeres balenes dentades.
Mentre els cetacis colonitzaven els medis marins, aparegueren els ratpenats, que es convertiren en els únics mamífers (i un dels pocs grups de vertebrats) capaços de volar. La seva morfologia era extremament similar a l'actual. Es creu que els ratpenats evolucionaren a partir de petits mamífers arborícoles que saltaven d'un arbre a l'altra, desenvolupant en primera instància membranes per planar i finalment ales. Tanmateix, no s'ha descobert cap fòssil que representi un estadi intermedi d'aquesta evolució.
Aquest període també veié l'aparició dels sirenis, un ordre de mamífers marins que inclou els manatís i els dugongs. Els seus representants més primitius eren quadrúpedes amfibis dels gèneres Prorastomus i Pezosiren, dels quals s'han trobat fòssils a Jamaica. Tot i això, es creu que l'origen de l'ordre se situa a Àfrica i que els sirenis estarien emparentats amb els proboscidis, dins el clade dels tetiteris. A finals de l'Eocè mitjà i durant l'Eocè superior un bon nombre de representants dels sirenis ja eren presents a les aigües de l'oceà de Tetis, a Europa (sobretot Espanya, Itàlia i Hongria) però sobretot a la costa nord-africana (Egipte i Líbia) i Àsia (Índia i Pakistan).
Els ungulats també continuaren evolucionant durant l'Eocè. Els artiodàctils aparegueren a principis d'aquesta època, fa uns cinquanta-quatre milions d'anys, i a finals de l'Eocè ja s'havien diversificat en els tres subordres actuals: Tylopoda (camells), Suina (porcs) i Ruminantia (ovelles, cabres i vaques). La gran expansió dels perissodàctils, que els desterraren a hàbitats menys pròspers, i l'aparició de l'herba a l'Eocè condicionaren el desenvolupament del particular aparell digestiu que tenen els artiodàctils i que més endavant els ajudaria a desbancar els perissodàctils com a herbívors dominants.
Els carnívors dominants de l'Eocè eren els creodonts, animals que s'assemblaven als de l'actual ordre dels carnívors, però que no hi estan directament relacionats. Igual que els carnívors, es caracteritzaven per la presència de dents carnisseres, però en els creodonts, ambdues carnassials eren molars (en els carnívors, són una molar i una premolar). Els creodonts inclouen alguns dels mamífers depredadors terrestres més grans que mai hagin existit, com ara Andrewsarchus, que feia uns tres metres i mig de longitud, gairebé dos metres d'alçada i pesava aproximadament 250 kg. Tanmateix, la seva mida no els serví per imposar-se a llarg termini, foren superats pels carnívors i acabaren extingint-se al Miocè. Això es deu a un nombre de factors. D'una banda, la seva articulació lumbosacra no estava tan adaptada per córrer com la dels carnívors, i la seva condició de plantígrads també els feia menys eficients a l'hora de córrer. D'altra banda, els creodonts tenien una dentadura diferent que els feia carnívors estrictes, mentre que els miàcids i la majoria de carnívors vivents (tret dels felins, que tenen molars vestigials) encara posseïen dents adaptades per menjar altres tipus d'aliment. Dissopsalis, l'últim creodont que apareix en el registre fòssil, s'extingí fa vuit milions d'anys.
Els primers marsupials sud-americans es remunten a fa aproximadament 50 milions d'anys. Els metateris passaren de Sud-amèrica al continent australià via l'Antàrtida durant la primera meitat de l'Eocè, quan aquests tres continents encara estaven units en el supercontinent de Gondwana).

#### Oligocè
Amb l'obertura dels espessos boscos que havien cobert el planeta durant l'Eocè, els mamífers pogueren augmentar dràsticament la seva mida. Aquest augment en les dimensions dels animals es pot observar en gairebé tots els grups de mamífers pels quals es disposa d'un registre fòssil prou extens per fer comparacions.

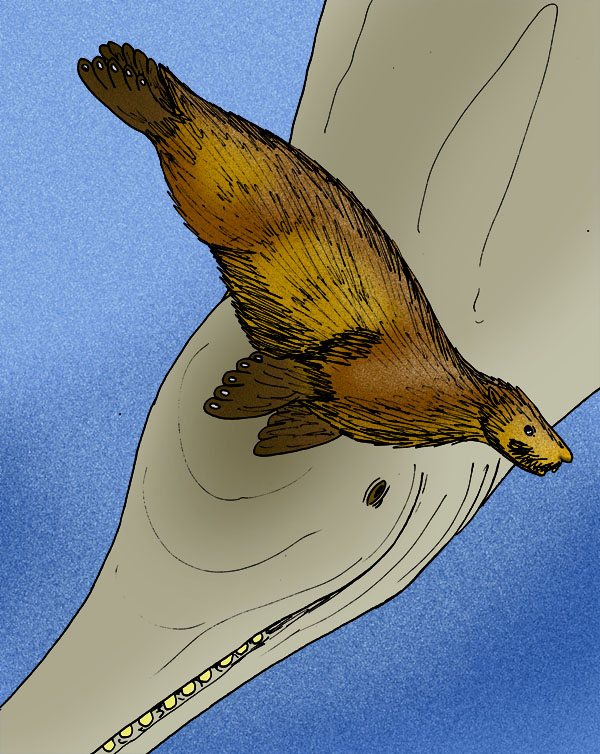
Enaliarctos emlongi, un pinnípede primitiu, davant del cetaci Macrodelphinus

Durant la primera part del Cenozoic, els perissodàctils (rinoceronts, èquids i altres) havien estat els ungulats dominants al planeta Terra. Tanmateix, els nous ecosistemes que oferia l'Oligocè donaren als artiodàctils (remugants, camells, porcs i altres) la possibilitat de destronar els perissodàctils, gràcies al seu particular aparell digestiu, més adaptat a la vegetació de l'Oligocè. Tanmateix, algunes espècies de perissodàctils es convertiren en espècies de les més reeixides d'aquest període, incloent-hi el paracerateri, que amb una alçada de cinc metres i mig a l'espatlla fou el mamífer terrestre més gran de tots els temps; o el calicoteri, un estrany animal brostejador d'Euràsia i Àfrica que només s'alimentava dels brots més joves.
Després dels primers passos en l'evolució dels cetacis durant l'Eocè, una segona onada de mamífers s'adaptaren a la vida marina. Les proves moleculars recents suggereixen que els pinnípedes evolucionaren d'un avantpassat semblant a un os fa aproximadament 23 milions d'anys durant el Catià. Els fòssils de pinnípede més primitius descoberts són els del gènere Enaliarctos, que visqué entre fa 24 i 22 milions d'anys. Es creu que era un bon nedador, però era capaç de moure's igual de bé a la terra que a l'aigua, més similar a una llúdria que als pinnípedes moderns. Fa temps que dura el debat de si les morses divergiren d'un avantpassat comú otàrid-fòcid, o si els fòcids divergiren d'un avantpassat comú otàrid-odobènid. Les proves més recents suggereixen que aquesta última hipòtesi és més probable. A diferència de les foques actuals, els pinnípedes de l'Oligocè disposaven de dents carnisseres per tallar carn.
El fòssil més antic conegut de diprotodont (l'ordre més gran de marsupials avui en dia) data de l'Oligocè superior. Tanmateix, és probable que aquests animals siguin molt anteriors, tenint en compte la gran diversitat dels diprotodonts coneguts de principis del Miocè. Els grans buits en el registre fòssil d'Austràlia i de Nova Guinea explicarien per què no s'han trobat fòssils anteriors de diprotodonts. Els dasiüromorfs, que inclouen gairebé tots els marsupials carnívors, també aparegueren a l'Oligocè.
A l'Oligocè tingueren lloc diversos episodis importants per l'evolució humana. Fa aproximadament trenta milions d'anys, el subordre dels haplorrins es dividí en dos subordres, els platirrins i els catarrins. Cinc milions d'anys més tard, els catarrins donaren origen a la superfamília dels hominoïdeus. Algunes innovacions del gènere Proconsul que es reflecteixen en Homo sapiens són la seva manca de cua, l'estructura dels seus colzes, i la mida del cervell relativament gros en proporció a la mida corporal.

#### Miocè

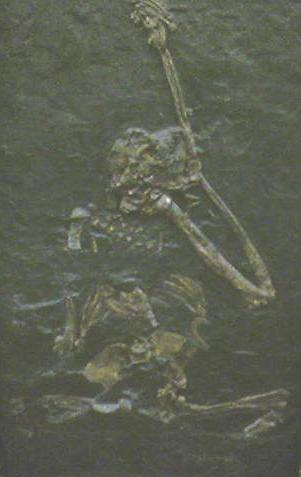
Oreopithecus bambolii, un dels últims hominoïdeus a aparèixer al Miocè

El Miocè és la primera època del Neogen, i el món ja començava a assemblar-se marcadament al d'avui en dia. Tant la fauna marina com la terrestre eren bastant modernes, tot i que els mamífers marins eren menys nombrosos. Tanmateix, encara romanien animals molt divergents a Sud-amèrica i Austràlia, que es trobaven aïllades de la resta dels continents. A principis del Miocè encara hi havia diversos grups de l'Oligocè amb una gran diversitat, com ara els nimràvids, els entelodonts i els cavalls de tres peülles. Com a l'Oligocè, els mericoidodontoïdeus encara eren diversos, però acabarien desapareguent al Pliocè molt primerenc. A finals del Miocè, els mamífers esdevingueren encara més moderns, amb l'aparició de cànids, ossos rentadors, cavalls, castors, cérvols, camells i balenes recognoscibles, així com grups extints com ara els borofagins, els gomfoteris, els cavalls de tres peülles, o rinoceronts semiaquàtics i amb banyes petites com ara Teleoceras o l'afelop. Amb la formació de les primeres illes entre Sud- i Nord-amèrica a finals del Miocè, peresosos gegants com ara Thinobadistes pogueren saltar d'illa en illa cap a Nord-amèrica.
Els simis i micos començaren a estendre's d'Àfrica a Europa i Àsia durant el Miocè. Poc després, els seguiren els loris i els tarsers, Els primers fòssils d'homínids foren descoberts al nord d'Àfrica i daten de fa entre vuit i cinc milions d'anys. Els micos del Vell Món no desapareixerien d'Europa fins fa uns 1,8 milions d'anys. També evolucionaren els primers cercopitecoïdeus, incloent-hi gèneres coneguts com ara Proconsul, Dendropithecus o Nyanzapithecus, tots de l'est d'Àfrica. La presència d'altres hominoïdeus no cercopitècids del Miocè mitjà de localitats molt distants (com Otavipithecus de jaciments cavernosos de Namíbia, o Pierolapithecus i Dryopithecus de França, Catalunya i Àustria) demostra una gran diversitat de formes arreu d'Àfrica i la conca del Mediterrani durant els règims climàtics càlids i relativament estables del Miocè inferior i mitjà. L'hominoïdeu més recent del Miocè, Oreopithecus, fou descobert en estrats italians de fa nou milions d'anys.
Els carnívors evolucionaren en un dels seus grups fòssils més coneguts, el dels hemicionins. Els hemicionins, anomenats també 'ossos-gos'», eren carnívors semblants a ossos. Feien aproximadament 150 cm de llarg i 70 cm d'alt, amb proporcions semblants a les dels tigres i dents semblants a les dels gossos. Visqueren a Europa, Àsia i Nord-amèrica, i possiblement a Àfrica. Hi ha un ample consens que els hemicionins eren hipercarnívors (s'alimentaven estrictament de carn) i grans depredadors. A diferència dels ossos moderns, els hemicionins caminaven sobre els dits, és a dir, no eren plantígrads sinó digitígrads, amb llargs metàpodes. Això suggereix que els hemicionins devien haver estat caçadors actius i bons corredors, i aparentment caçaven a les planes, possiblement en grups.
Al Miocè tingué lloc la transició de les formes primitives d'èquids a les formes modernes. Animals com ara Parahippus, Merychippus o Hipparion continuaren l'evolució cap a unes potes tridàctiles. Els èquids havien continuat augmentant de mida i ja tenien unes dimensions semblants a les d'un poni. Aquesta tendència es completà amb Pliohippus, morfològicament molt similar als Equus d'avui en dia i que durant molt de temps en fou considerat l'avantpassat directe. Es tractava d'un veloç animal d'estepes.
El canvi climàtic global del Miocè es traduí en aridificació al continent australià. Els marsupials d'aquesta part del món evolucionaren en formes cada cop més grosses a mesura que els paisatges canviaven de selva pluvial a boscos més oberts.

#### Pliocè
A Nord-amèrica, els rosegadors, mastodonts i gomfoteris grans, així com els didèlfids, continuaren prosperant, mentre que els animals ungulats entraren en declivi, amb un descens de les poblacions de camells, cérvols i cavalls. Alguns rinoceronts, els cavalls de tres peülles (Nannipus), mericoidodontoïdeus, proteroceràtids i calicoteris s'extingiren. Els borofagins també s'extingiren, però altres carnívors, incloent-hi la família dels mustèlids, es diversificaren, així com els cànids i ossos cursorials. Els peresosos gegants, els enormes gliptodonts i els armadillos s'estengueren al nord amb la formació de l'istme de Panamà.

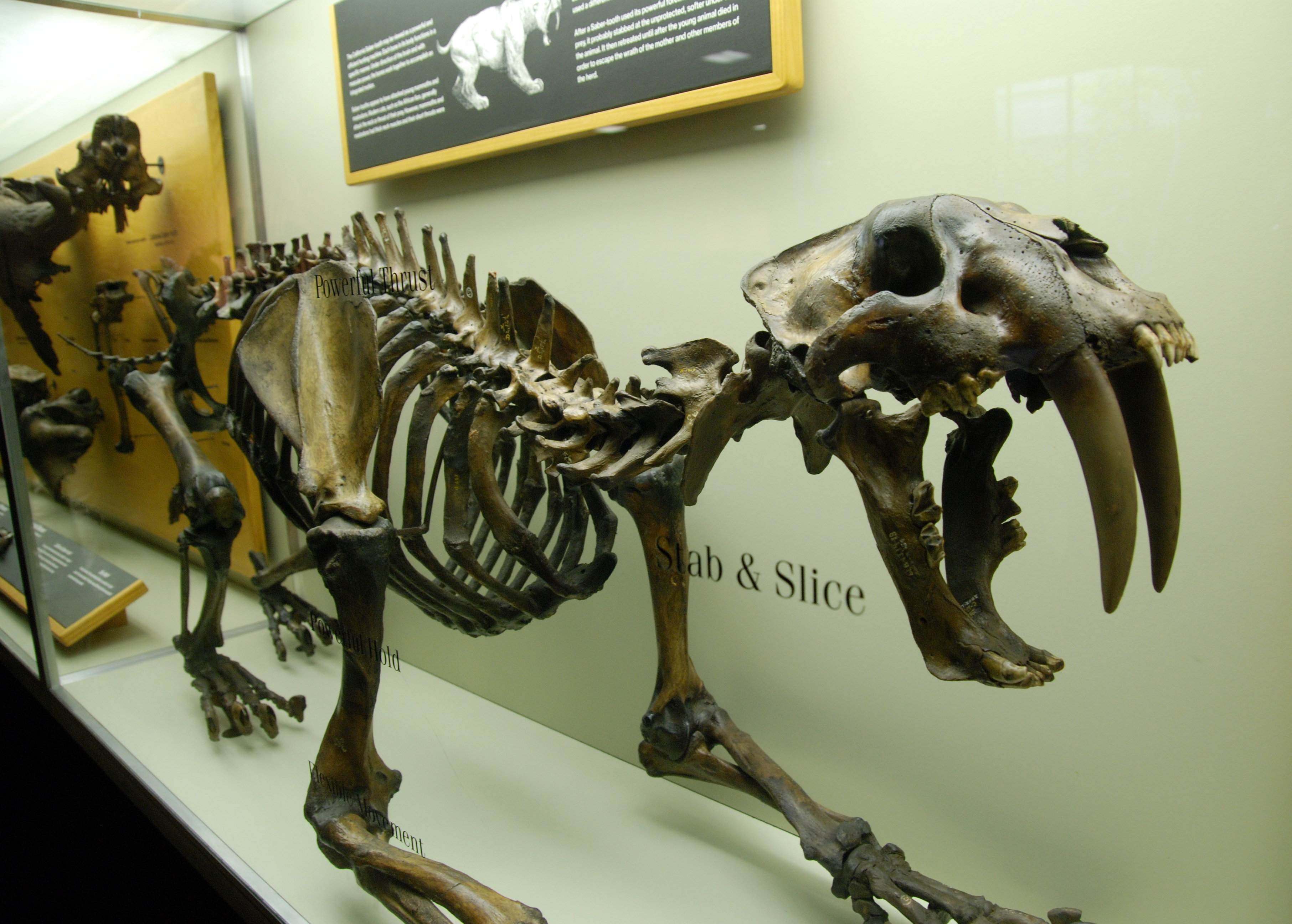
Smilodon californicus, un dels dents de sabre que aparegueren al Pliocè.

A Euràsia, els rosegadors prosperaren, mentre que la distribució dels primats decaigué. Els elefants, gomfoteris i estegodonts tingueren èxit a Àsia, i els damans emigraren al nord des d'Àfrica. Es reduí la diversitat d'èquids, mentre que els tapirs i rinoceronts se'n sortiren bastant bé. Les vaques i antílops tingueren èxit, mentre que algunes espècies de camell passaren a Àsia des de Nord-amèrica. Aparegueren les hienes i els maquerodontins. El més cèlebre d'aquests fèlids, Smilodon, s'estengué a Sud-amèrica després del gran intercanvi americà, substituint-hi les aus terrorífiques com a depredador alfa.
Àfrica estava dominada per animals ungulats, i els primats continuaren evolucionant, amb l'aparició dels australopitecins a finals del Pliocè. Els rosegadors prosperaren i les poblacions d'elefants augmentaren. Les vaques i els antílops continuaren diversificant-se i superaren els porcs en nombre d'espècies. Aparegueren les primeres girafes, els camells arribaren a Àfrica des d'Àsia, i els cavalls i els rinoceronts moderns aparegueren en escena. Els ossos, gossos i mosteles, originalment de Nord-amèrica, s'uniren als fèlids, les hienes i les civetes com a depredadors africans, obligant les hienes a transformar-se en carronyaires especialitzats.
Sud-amèrica fou envaïda per espècies nord-americanes per primer cop des del Cretaci, amb rosegadors i primats nord-americans que es mesclaren amb les formes meridionals. Els litopterns i notoungulats, nadius de Sud-amèrica, s'esvaïren completament, excepte els macrauquènids i els toxodonts, que aconseguiren sobreviure. Petits mustèlids i coatís migraren des del nord. Els gliptodonts pasturadors, els peresosos gegants brostejadors, els rosegadors caviomorfs més petits, els pampateris i els armadillos feren el contrari, migrant al nord i prosperant-hi.
Els marsupials continuaren sent els mamífers dominants al continent australià, amb formes herbívores que incloïen els uombats, els cangurs i l'enorme Diprotodon. Els marsupials carnívors continuaren caçant al Pliocè, incloent-hi els dasiúrids, el llop marsupial i Thylacoleo. També hi aparegué l'ornitorrinc modern.

#### Plistocè i Holocè

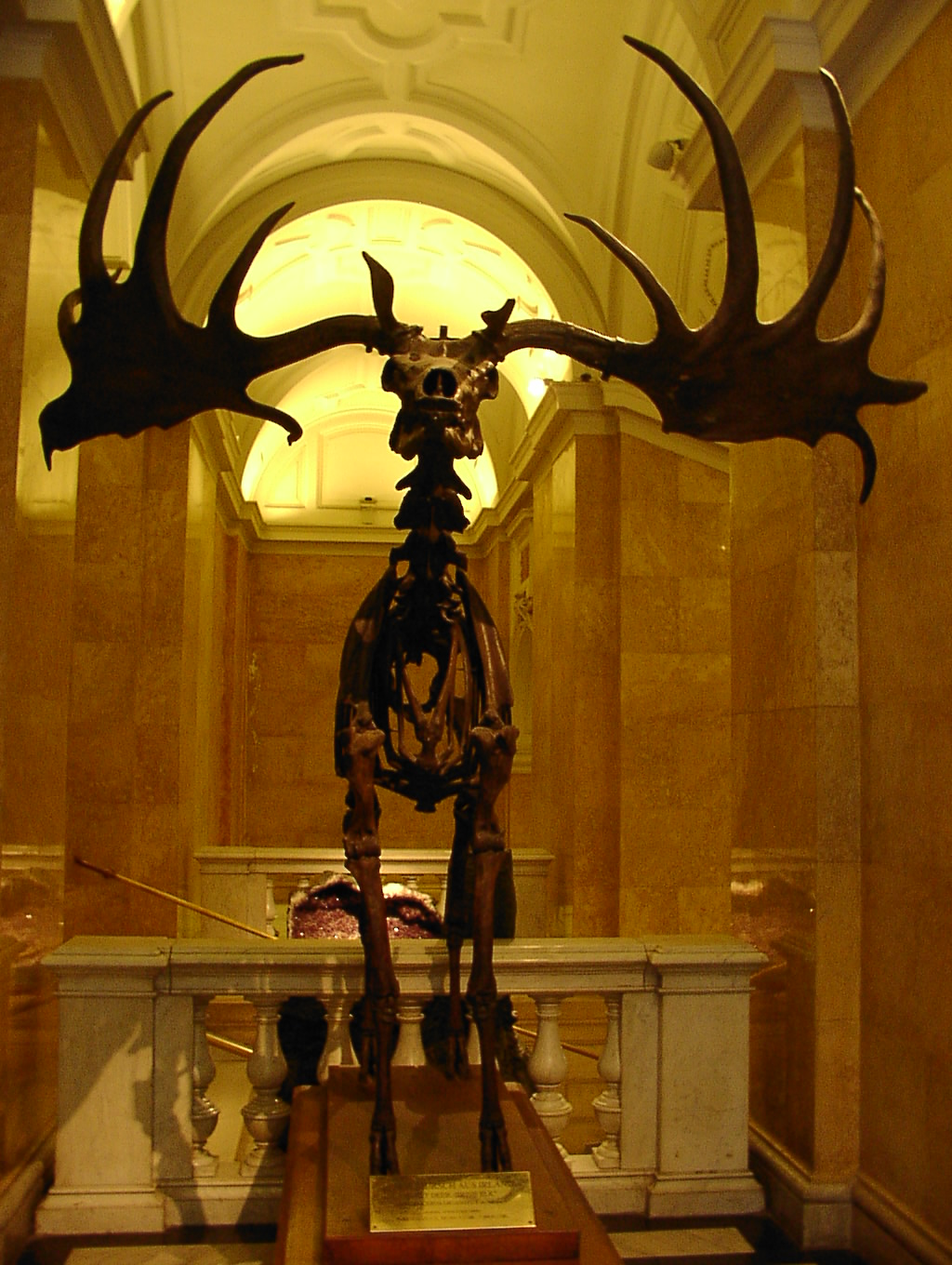
Esquelet d'un cérvol gegant (Megaloceros giganteus).

El Plistocè portà la Terra a una sèrie d'èpoques glacials. El clima es caracteritzava per cicles glacials repetits en què les glaceres continentals arribaven fins al paral·lel 40 en alguns punts. Es calcula que, durant el màxim glacial, el 30% de la superfície de la Terra estava coberta de gel. A més, una zona de permagel s'estenia vers el sud des del límit de la capa de glaç, uns pocs centenars de quilòmetres a Nord-amèrica i més lluny a Euràsia. La temperatura anual mitjana al límit del glaç era de –6° C; al límit del permagel, de 0 °C. Aquests canvis climàtics tan dràstics tingueren un gran impacte sobre la fauna i la flora del Plistocè.
Aparegueren una sèrie d'animals de gran mida, que en el seu conjunt reben el nom de megafauna del Plistocè. En el cas dels mamífers, aquesta megafauna incloïa els mamuts, els rinoceronts llanuts, els mastodonts, els castors gegants, els fèlids de dents de sabre, els megateris i Megaloceros giganteus, també conegut com a ant irlandès. Al continent australià, la tendència evolutiva dels marsupials cap a una major mida, que havia començat en el Miocè, culminà en espècies com Diprotodon optatum, de la mida d'un rinoceront, i els cangurs estenurins, de fins a 3 m de grandària.
A finals del Plistocè (fa 50.000 - 10.000 anys) tingué lloc una extinció en massa dels mamífers grossos. Amb l'excepció dels que vivien a Àfrica i el sud d'Àsia, s'extingiren totes les espècies d'un pes superior a mil quilograms i el 80% de les espècies d'entre cent i mil quilograms. A Austràlia el procés es desenvolupà entre fa 51.000 i 38.000 anys, amb l'extinció, entre d'altres, de Diprotodon, Thylacoleo, i el cangur gegant, de fins a tres metres d'alçada. A Euràsia, el procés s'estengué més en el temps, entre fa 50.000 i 10.000 anys, i el seu punt àlgid fou a finals de la glaciació de Würm. Entre les espècies extintes a Europa abans del 10.000 aC es troben el mamut llanut, el rinoceront llanut, el cérvol gegant, el bisó estepari, el lleó de les cavernes i l'ós de les cavernes. A Amèrica, l'extinció fou bastant curta (fa 11.000 - 8.000 anys), i s'extingiren, entre d'altres, mamuts, mastodonts i altres proboscidis, dents de sabre, peresosos gegants, i gliptodonts.
Encara es discuteix fins a quina mesura foren responsables d'aquesta extinció els canvis climàtics o la intervenció humana (extinció de l'Holocè). Quant a la caça, l'extinció es correspon almenys parcialment amb l'expansió dels humans, i en cap fase d'extinció anterior no s'havia vist una tal limitació a les espècies més grosses. A més, l'escalfament després de la glaciació de Würm hauria d'haver augmentat la biodiversitat, com sol passar quan el clima esdevé més càlid. Els valedors de la teoria de l'extermini per part dels humans indiquen un procés anàleg a les illes que foren colonitzades més tard. Així doncs, a Madagascar, colonitzat des de fa aproximadament 1.500 anys, s'hi extingiren en els segles següents a l'arribada dels humans els hipopòtams que hi habitaven, així com grans primats com el lèmur gegant Megaladapis. En canvi, els detractors d'aquesta teoria argumenten que els mètodes de caça primitius dels humans prehistòrics no podrien haver tingut un impacte tan profund sobre les poblacions de mamífers, i posen l'exemple d'Àfrica, on els humans arribaren molt abans i tanmateix no hi hagué cap extinció significativa. El canvi climàtic també fou complex fins a un punt que s'ha de valorar una multitud de factors.

Corbes de supervivència de les poblacions de mamífers de grans dimensions des de l'arribada dHomo sapiens a Àfrica, Austràlia, Madagascar i Nord-amèrica, expressades en el percentatge d'extinció d'espècies al llarg del logaritme d'un quiloany (kA, mil anys).

En temps més recents s'han multiplicat les teories que atribueixen aquesta extinció a una combinació dels dos factors. Així doncs, la caça pels humans hauria estat el cop de gràcia per espècies delmades pels canvis climàtics. També podrien haver-hi tingut un paper factors ecològics: l'expansió dels boscs fou fatal per a les poblacions de grans mamífers herbívors. Segons alguns científics, l'agricultura itinerant també podria tenir part de la culpa.

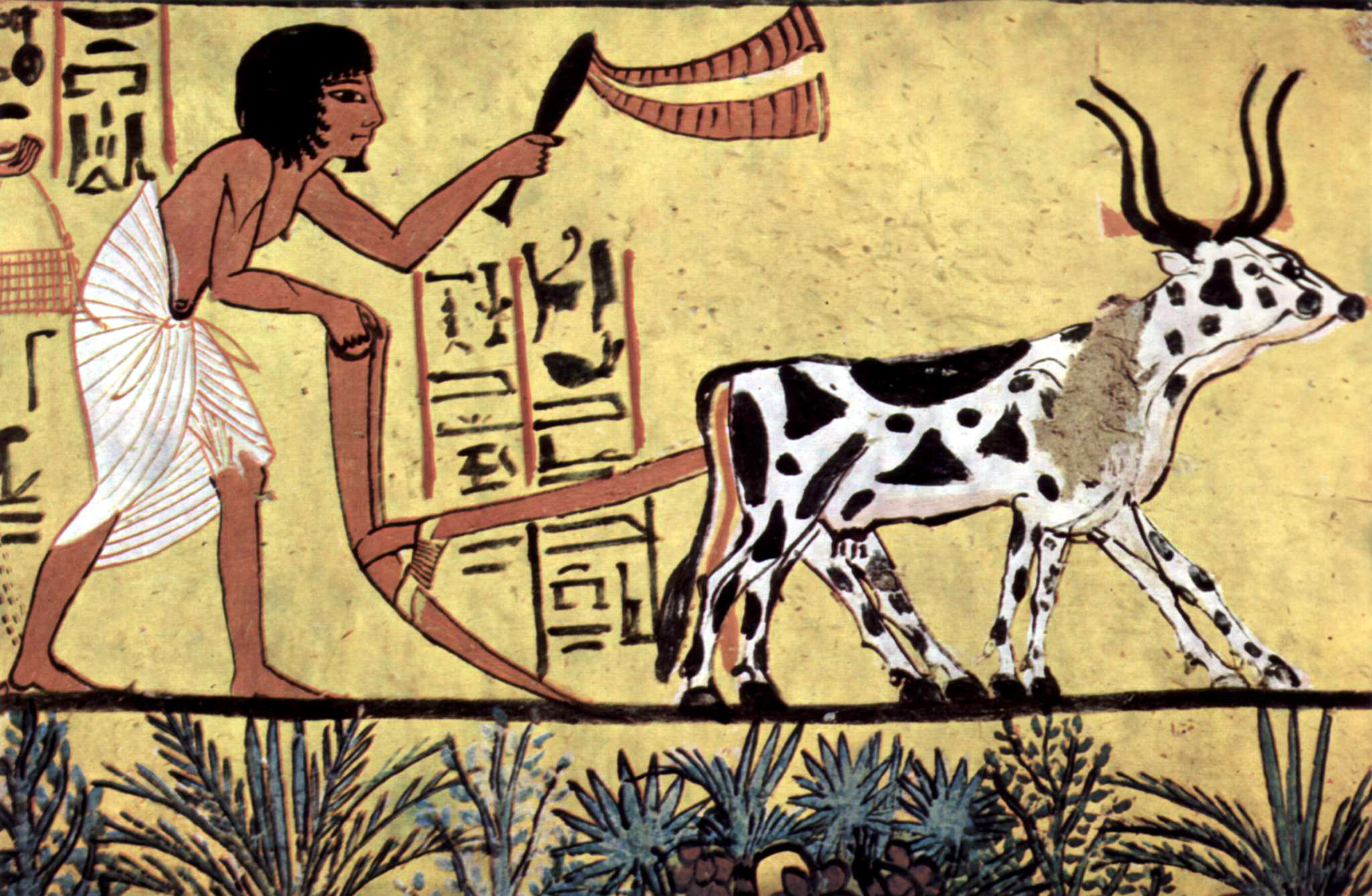
Gràcies a la civilització, els humans no depenen completament del seu medi, sinó que poden modificar-lo en certa manera en benefici seu.

Fa entre 9.000 i 10.500 anys, els éssers humans que vivien al Creixent Fèrtil, a Mesopotàmia, començaren el conreu sistemàtic de plantes i animals: l'agricultura. L'habilitat de conrear es transmeté a les regions veïnes, i també es desenvolupà independentment arreu del món, fins que la majoria d'Homo sapiens vivien de forma sedentària en assentaments permanents. Però no totes les societats abandonaren el nomadisme, especialment les que vivien en zones pobres en plantes domesticables, com Austràlia. Tanmateix, entre les civilitzacions que sí que adoptaren l'agricultura, la seguretat relativa i l'augment de la productivitat que oferia permeteren un creixement de la població. L'agricultura tingué un impacte profund; els humans començaren a afectar el medi ambient com mai ho havien fet. Els excedents alimentaris permeteren l'establiment d'una classe clerical o governant, i més tard un repartiment de funcions. Això portà a la primera civilització de la Terra, a Sumer, entre el mil·lenni IV aC i el III aC. Aviat en sorgiren més a l'antic Egipte i la vall de l'Indus.
A partir del 3000 aC, l'hinduisme, una de les religions més antigues que encara es practiquen, començà a prendre forma. Aviat n'aparegueren altres. La invenció de l'escriptura permeté l'aparició de societats complexes: els registres i les biblioteques servien com a magatzem de coneixements i s'incrementà la transmissió cultural d'informació. Els humans ja no havien de passar tot el temps treballant per sobreviure: la curiositat i l'educació foren el motor de la recerca de coneixements i saviesa.

## Evolució dels caràcters distintius

### Pelatge i vibrisses

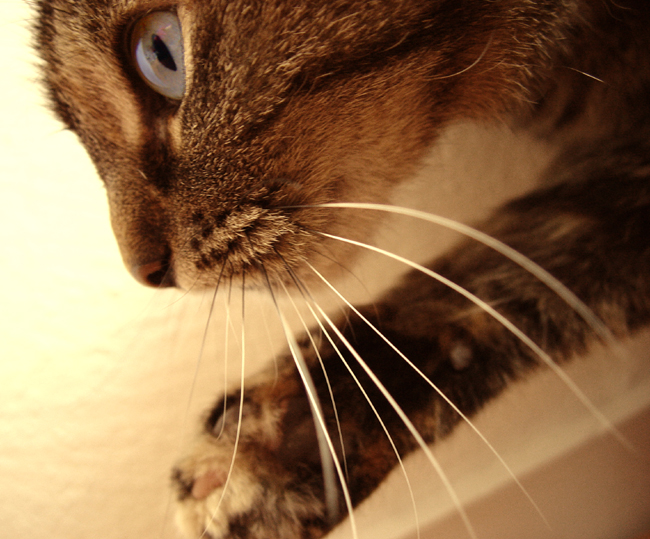
Les vibrisses d'un gat domèstic són pèls.

Les primeres proves clares de la presència de pèl es troben en fòssils de Castorocauda, del Juràssic mitjà (fa 164 milions d'anys), encara que el fòssil més antic conegut en el qual s'ha conservat el pelatge és el de Spinolestes xenarthrosus, que visqué durant el Cretaci inferior (fa 125 milions d'anys).
A partir del 1955, alguns científics començaren a interpretar els forats dels maxil·lars superiors i les premaxil·les (petits ossos situats davant dels maxil·lars superiors) dels cinodonts com a canals que fornien vasos sanguinis i nervis a vibrisses, suggerint que demostraven la presència de pèls o pelatge. Tanmateix, els foràmens no impliquen necessàriament que l'animal tenia vibrisses; per exemple, els foràmens de la sargantana Tupinambis són gairebé idèntics als del cinodont no mamífer Thrinaxodon.
Tot i que els científics opinaven tradicionalment que els pèls devien haver evolucionat a partir d'escates, l'escassetat de fòssils que il·lustressin la transició entre els amniotes basals i els mamífers havien transformat el tema en una qüestió delicada. Davant aquesta manca de material per estudiar, els científics simplement assumien que els pèls eren escates que progressivament s'havien anat allargant i aprimant. Tanmateix, el 2008 Eckhart et al. feren estudis moleculars d'animals vivents: una gallina i un anolis (sargantana). Havent identificat el gen que codifica una proteïna productora de la ceratina dels pèls en els mamífers, buscaren aquest mateix gen en les dues espècies de sauròpsids. Trobaren gens de la ceratina anteriorment no identificats i conclogueren que aquests gens codifiquen proteïnes que tenen un paper en la formació de pell i urpes. Això suggereix que els gens de la ceratina no es troben únicament en els mamífers, sinó que l'evolució del pèl dels mamífers comportà la cooptació de proteïnes ja existents. Segons aquest estudi, el més probable és que els gens codificadors de la ceratina apareguessin en l'últim avantpassat comú dels amniotes, i que els mamífers els adaptessin més endavant per produir pèl.

### Mandíbula i orella mitjana
Hadrocodium, que visqué al Juràssic inferior, ofereix la primera prova evident d'una articulació mandibular i una orella mitjana completament mamiferoides, en què l'articulació mandibular està formada pels ossos dentari i escatós, mentre que l'articular i el quadrat han migrat a l'orella mitjana, on se'ls coneix com a enclusa i martell. Tanmateix, se'l classifica com a mamaliaforme i no com un mamífer autèntic.
Una anàlisi del monotrema Teinolophos suggerí que aquest animal tenia una articulació mandibular premamiferoide formada pels ossos angular i quadrat, i que la típica orella mitjana mamiferoide havia evolucionat en dues ocasions de manera indiferent (en els monotremes i en els teris), però aquesta teoria ha estat discutida. De fet, dos dels autors d'aquest suggeriment escrigueren un document posterior en què reinterpretaven els mateixos trets com a prova que Teinolophos era un ornitorrinc autèntic, cosa que significaria que posseïa una articulació mandibular i una orella mitjana mamiferoides. El tret problemàtic és una obertura relativament gran situada al maxil·lar de Teinolophos. El primer document (2005) interpretava aquesta característica com a similar a un dels teràpsids i molts mamaliaformes, on feia espai per la unió dels ossos articular i angular. El segon document (2008) interpretava la obertura com un canal pel gran nombre de nervis que recullen senyals dels electroreceptors i mecanoreceptors del bec i, per tant, com a prova que Teinolophos era un autèntic ornitorrinc.

#### Teoria de Reichert–Gaupp
La relació entre els ossos mandibulars reptilians i els ossos de l'orella mitjana dels mamífers fou establerta per primer cop per Reichert, basant-se en l'embriologia i l'anatomia comparada (el 1837, abans de la publicació de L'origen de les espècies el 1859), i avançada per Gaupp. És coneguda com a teoria de Reichert-Gaupp.
Al llarg del desenvolupament de l'embrió, l'enclusa i el martell sorgeixen del mateix primer arc branquial que el maxil·lar inferior i la maxil·la, i són innervats per les divisions mandibular i maxil·lar del nervi cranial trigemin.
…el descobriment que el martell i l'enclusa dels mamífers eren en realitat homòlegs d'elements viscerals de l'articulació mandibular «reptiliana»… és una de les fites de la història de la biologia comparada.
…és un dels triomfs de la llarga sèrie d'investigacions sobre els extints rèptils teromorfs, iniciades per Owen (1845) i continuades per Seeley, Broom i Watson, haver revelat els passos intermedis pels quals podria haver tingut lloc el canvi d'una articulació quadrada interior a una d'escatosa exterior.
També hi ha estudis més recents de la base genètica del desenvolupament dels ossicles a partir de l'arc embrionari, relacionant-lo amb la història evolutiva.
Bapx1, també conegut com a Nkx3.2, és l'homòleg vertebrat del gen Bagpipe de la mosca Drosophila. És un membre de la classe NK2 de gens de seqüència homeòtica, i està implicat en el canvi dels ossos mandibulars dels no mamífers als ossicles dels mamífers.
Tanmateix, la transició entre la mandíbula «reptiliana» i l'orella mitjana «mamiferoide» no fou observada en el registre fòssil fins a la dècada del 1950, amb el descobriment de fòssils com l'ara cèlebre Morganucodon.
Descobriments més recents han posat en dubte les teories tradicionals i han demostrat que l'evolució de l'orella mitjana es produí com a mínim tres vegades de manera independent en els mamífers.

### Llet

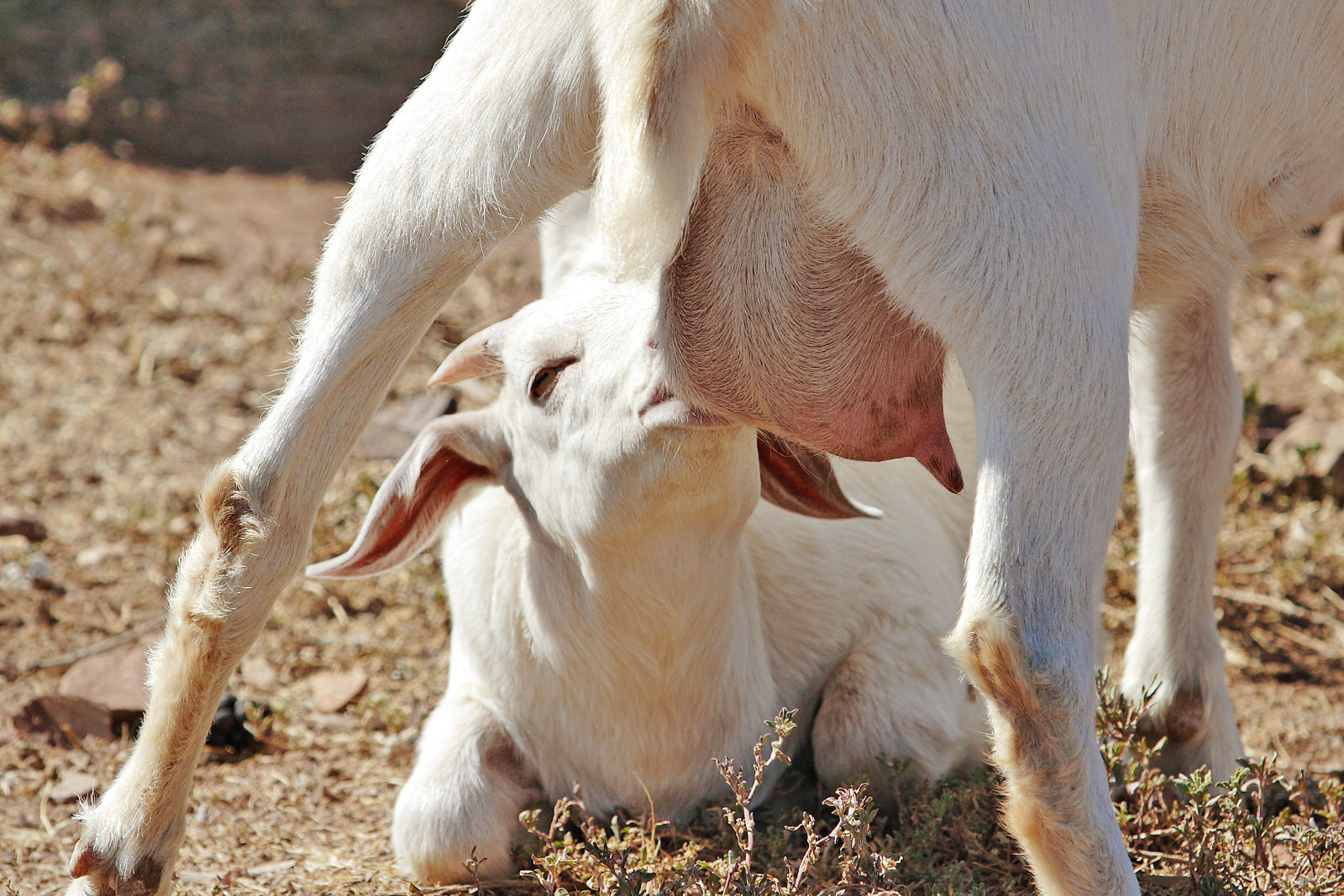
La necessitat evolutiva d'alimentar les cries es veu satisfeta amb la producció de llet pròpia dels mamífers.

La producció de llet per nodrir les cries podria haver estat un tret associat a la prolactina. Se sap que algunes espècies de peixos del gènere Symphysodon nodreixen les cries amb un fluid semblant a la llet. L'anomenada «llet de pap» està present en diversos grups d'ocells, com ara els coloms, els flamencs o els pingüins. Des d'un punt de vista biològic, es tracta de llet vertadera, secretada per glàndules especialitzades.
Tanmateix, aquesta adaptació evolutiva és característica dels mamífers. Es creu que procedeixen d'un grup proper als triteledòntids de finals del període Triàsic. Es pensa que aquests últims ja presentaven signes de lactància.
Entre les moltes teories existents, s'ha proposat que la producció de llet sorgí perquè els avantpassats sinàpsids dels mamífers tenien ous de closca tova, com els monotremes actuals, cosa que feia que s'assequessin ràpidament. Així doncs, la llet seria una modificació de la secreció de les glàndules sudorípares destinada a transferir aigua als ous. Segons una altra teoria que podria complementar l'anterior, les glàndules immunitàries procedeixen del sistema immunitari innat i que la lactància seria, en part, una resposta inflamatòria a danys tissulars i infeccions. Tot i que existeixen dificultats, diversos enfocaments estimen el moment en què aparegueren en la història evolutiva els següents elements:
- En primer lloc, la caseïna té una funció, comportament i fins i tot elements estructurals similars als de la vitel·logenina. La caseïna aparegué fa entre 200 i 310 Ma. Tot i que en els monotremes encara existeix la vitel·logenina, fou substituïda progressivament per la caseïna, cosa que comportà una menor mida dels ous i, finalment, la seva retenció a l'úter.[194]
- D'altra banda, s'observen modificacions anatòmiques en els cinodonts avançats que només es poden explicar per l'aparició de la lactància, com ara la mida corporal petita, els ossos epipúbics i un baix nivell de canvi de les dents.[195]

El fòssil més antic conegut de mamífer placentari és Eomaia scansoria, un petit animal amb una aparença exterior semblant a la dels rosegadors actuals i que visqué fa 125 milions d'anys durant el període Cretaci. És gairebé segur que aquest animal produïa llet, com els mamífers placentaris actuals.

### Potes erectes
L'evolució de les potes erectes en els mamífers és incompleta, car tots els monotremes vivents i fòssils tenen les potes eixancarrades. De fet, hi ha científics que creuen que la posició parasagital (no eixancarrada) de les potes és una sinapomorfia, o tret característic, dels tribosfènides, un grup que conté els teris i que, per tant, inclou l'últim avantpassat comú tant dels marsupials com dels placentaris vivents i per consegüent, tots els mamífers anteriors haurien tingut potes eixancarrades. Sinodelphys i Eomaia (el metateri i l'euteri més antics coneguts, respectivament) visqueren fa uns 125 milions d'anys, de manera que les potes erectes haurien d'haver aparegut abans.
Els teràpsids tenien les potes anteriors eixancarrades i les potes posteriors semierectes. Això suggereix que la limitació de Carrier hauria fet que fos bastant difícil per ells moure's i respirar alhora, però no tan difícil com ho és per animals com ara les sargantanes, que tenen les potes completament eixancarrades. Tanmateix, els cinodonts tenien plaques costals que rigidificaven la caixa toràcica i haurien pogut reduir la flexió lateral del tronc durant el moviment, facilitant una mica respiració quan es movien. Això suggereix que els teràpsids avançats eren significativament menys actius que els mamífers moderns de mida similar i, per tant, que podrien haver tingut un metabolisme més lent.

### Sang calenta

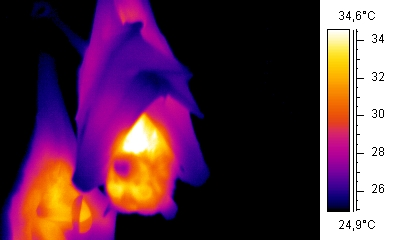
Imatge termogràfica d'un parell de ratpenats, que són animals endoterms.

El terme «sang calenta» és bastant ambigu, car inclou tots o alguns dels següents caràcters:
- Endotèrmia, la capacitat de generar calor internament en lloc de comportaments com ara prendre el sol o l'activitat muscular.
- Homeotèrmia, la capacitat de mantenir una temperatura corporal constant.
- Taquimetabolisme, la capacitat de mantenir un metabolisme basal elevat, especialment en repòs. Això requereix una temperatura corporal bastant alta i estable, car els processos bioquímics funcionen a la meitat de velocitat si la temperatura de l'animal cau 10 °C, i molts enzims tenen una temperatura operacional òptima, de manera que la seva eficiència cau ràpidament per sota del ventall preferit. Com que no es pot saber gaire sobre els mecanismes interns dels animals extints, la majoria de discussió es concentra en l'homeotèrmia i el taquimetabolisme.

Els monotremes moderns tenen una temperatura corporal més baixa i un ritme metabòlic més variable que els marsupials i placentaris. Per tant, la qüestió principal és quan evolucionà un metabolisme semblant al dels monotremes en els mamífers. Les proves obtingudes fins ara suggereixen que els cinodonts del Triàsic podrien haver tingut un ritme metabòlic bastant elevat, però no són concloents.

### Cornets nasals
Els mamífers moderns tenen cornets nasals, estructures enrevessades d'ossos prims situades a la cavitat nasal. Estan coberts de membranes mucoses que escalfen i humitegen l'aire inhalat, i extrauen calor i humitat de l'aire exhalat. Els animals amb cornets nasals poden mantenir un alt ritme respiratori sense córrer el perill que se li assequin els pulmons, cosa que els permet mantenir un metabolisme ràpid. Desafortunadament, aquests ossos són molt delicats i encara no se n'ha descobert cap de fossilitzat. Tanmateix, s'han trobat crestes rudimentàries com les que suporten els cornets nasals en teràpsids del Triàsic com ara Thrinaxodon i Diademodon, cosa que suggereix que tenien un ritme metabòlic bastant elevat.

### Paladar secundari ossi
Els mamífers tenen un paladar secundari ossi que separa les vies respiratòries de la boca, permetent-los menjar i respirar alhora. S'han trobat paladars secundaris ossis en els cinodonts més avançats, suggerint que tenien un ritme metabòlic elevat. Tanmateix, alguns vertebrats de sang freda també tenen paladars secundaris ossis (crocodilians i algunes sargantanes), mentre que els ocells, que són de sang calenta, no en tenen.

### Diafragma
Els mamífers tenen un diafragma que els permet respirar, especialment durant esforços exigents. Perquè el diafragma pugui funcionar, cal que les costelles no restringeixin l'abdomen, de manera que l'expansió del pit pugui ser compensada per una reducció del volum de l'abdomen, i a l'inrevés. Els cinodonts avançats tenien una caixa toràcica molt mamiferoide, amb costelles lumbars molt reduïdes. Això suggereix que tenien diafragma, eren capaços d'esforços exigents durant períodes llargs, i que, per tant, tenien un alt ritme metabòlic. D'altra banda, aquesta caixa toràcica mamiferoide podria haver evolucionat per augmentar l'agilitat. Tanmateix, fins i tot el moviment dels teràpsids avançats s'assemblava «al d'un carretó», amb les potes posteriors que fornien tot l'impuls mentre que les anteriors només servien per dirigir l'animal. En altres paraules, els teràpsids avançats no eren tan àgils com els mamífers moderns o com els primers dinosaures, cosa que posa en dubte la teoria que la caixa toràcica mamiferoide evolucionà per millorar l'agilitat dels teràpsids.